# История Миссури

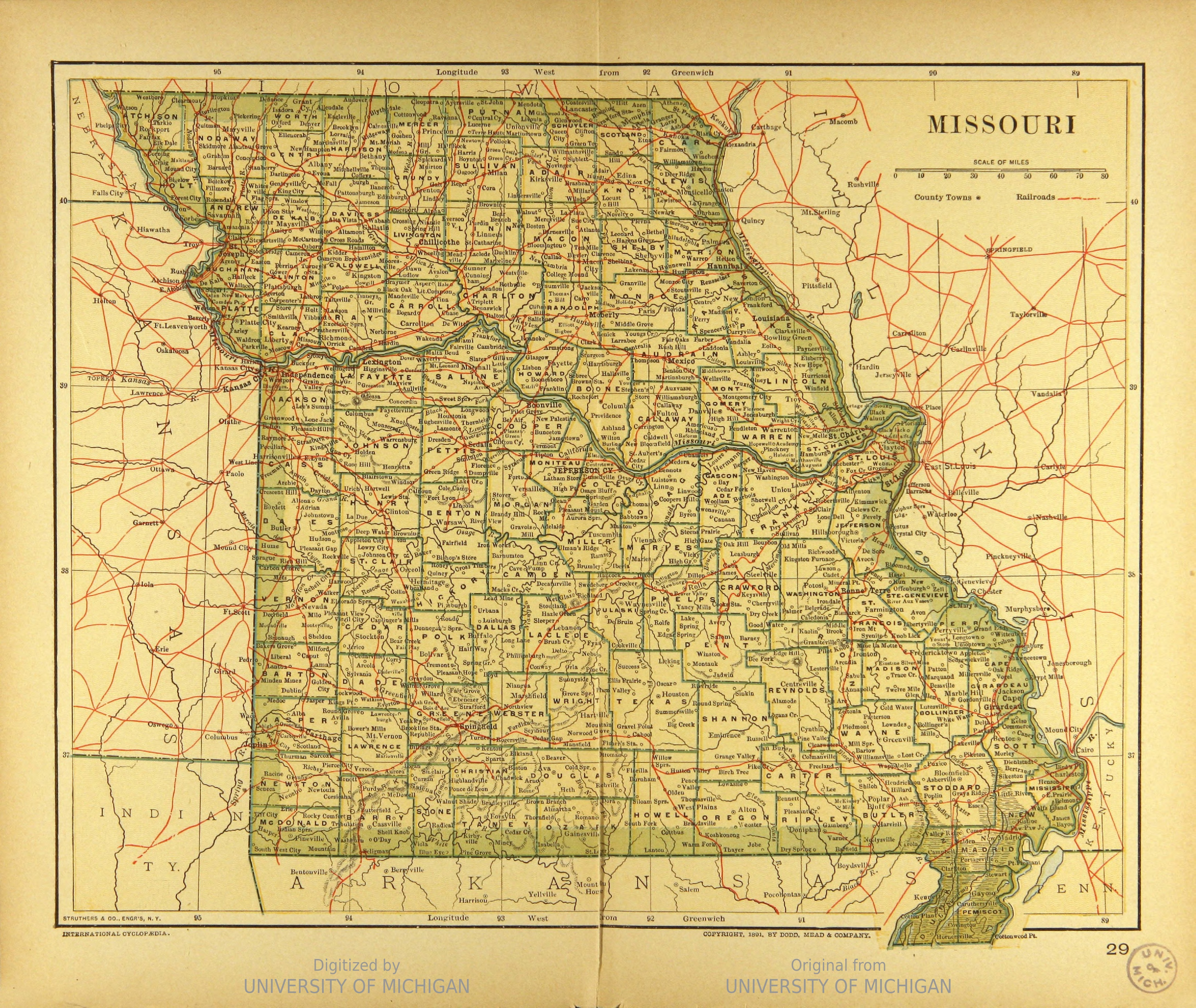
Карта Миссури 1894 года

История штата Миссури начинается с эпохи заселения территории штата человеком в эпоху палеоиндейцев около 12000 лет до нашей эры. В конце XVII века эта земля была открыта французским путешественником Жаком Маркеттом и стала частью французской колонии Новая Франция. Берега реки Миссури заселялись мигрантами из Иллинойса, которые стали добывать свинец для экспорта в Европу. В 1803 году Франция продала США все свои владения на Западе, и Миссури стало частью Территории Луизиана, которая в 1812 году была переименована в Территорию Миссури. В 1818 году территория подала запрос на присоединение к США, что породило ожесточённые споры в Конгрессе, и в итоге привело к соглашению, известному как Миссурийский компромисс. В 1821 году Миссури был принят в Союз в качестве 24-го штата. Штат быстро заселялся мигрантами из Германии и северных штатов, которые концентрировались в основном в городе Сент-Луис. В годы Гражданской войны штат контролировался Союзом, но на его территории произошло несколько сражений. Миссурийцы служили как в армии Юга, так и в армии Севера.
После войны к власти в штате пришли радикальные республиканцы, и только в 1875 году власть перешла к консерваторам, которые приняли новую конституцию. В штате строились новые железные дороги, развивалась промышленность и росли города.

## Ранняя история

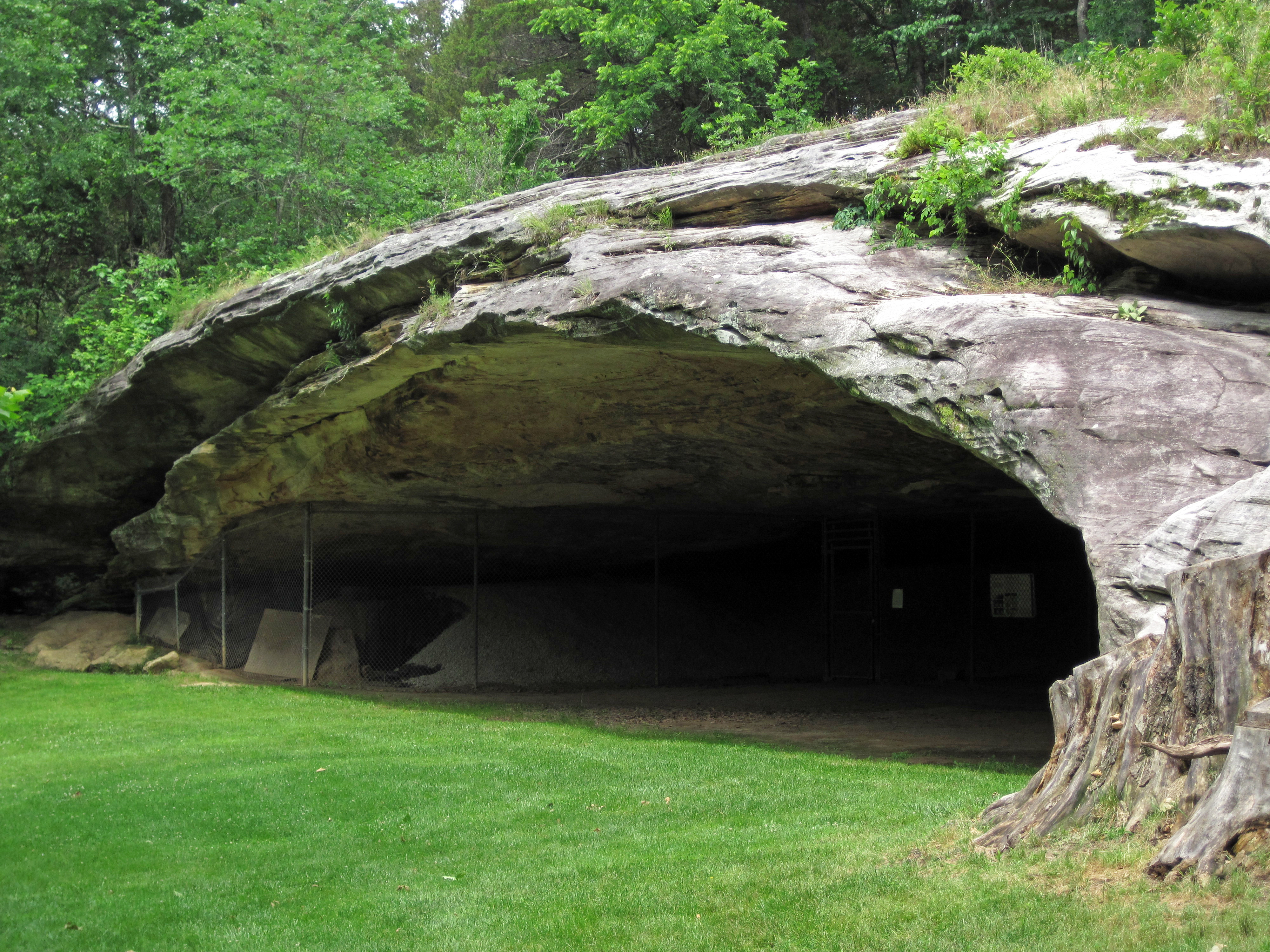
Пещера Грэм-Кэйв

Человек впервые появился в Миссури примерно 14 000 лет до настоящего времени. Первые обитатели этих мест были охотниками на крупных животных и они известны как палеоиндейцы. В то время долины рек Миссисипи и Миссури переживали частые наводнения из-за таяния ледников в районе Великих Озёр, и было необитаемы большую часть года. Стоянки палеоиндейцев в Миссури находят обычно на краю возвышенностей, где тогда чаще встречались животные. Палеоиндейский период длился с 12 000 до 8 000 лет до нашей эры. В это время люди использовали наконечники кловисского типа. Когда крупная плейстоценовая фауна стала вымирать, человек перешёл на мелкую дичь и на собирательство, что изменило и орудия труда: этот переходные период обычно называют Далтонским периодом (8000-7000). Хорошее представление о Далтонском периоде дают находки в пещере Грэм-кэйв в округе Монтгомери.
С 7000 до 1000 года до нашей эры длился Архаический период, когда люди стали менее мобильными, селились во временных лагерях, совершая оттуда вылазки на охоту. К этому времени человек научился собирать раковины и ловить рыбу. Пищи стало больше, и население стало расти. В ранний архаический период использовались всё те же каменные наконечники, но они стали более разнообразными. В средний архаический период появились новые орудия: каменные кельты и топоры. В поздний Архаический период (3000—1000) на юге Миссури выделяется группа поселений у города Седейлия, которые объединяют в Сейдейлийскую культуру, предметы которой встречаются в Иллинойсе и Индиане. В этот период уже существовало представление о загробной жизни и были разработаны похоронные ритуалы. В округе Линкольн на берегу реки Кивр были обнаружены захоронения, названный Церемониальный комплекс Кивр-ривер и отнесённый к Сейдейлийской культуре.
Около 1000 года до нашей эры в Миссури появилась керамика и этот момент считается началом Вудлендского периода. Самая ранняя керамика обнаружена на стоянке Блэк-Сэнд в округе Салин. Распространение керамики пришлось в основном на Ранний Вудлендский период (1000—500). В среднем Вудлендском периоде (500 до н.э—400 н. э.) уже появились долговременные поселения, крупные церемониальные комплексы и первая торговля. человек уже умел выращивать зерновые, но они ещё не заменяли охоту. В это время в Огайо зародилась так называемая Хоупвеллская культура, которая быстро распространилась по долине Миссисипи. В Миссури она пришла внезапно в первые годы нашей эры, когда возникло множество поселение по берегам реки Миссури от реки Ламин до реки Канзас. Поселения и церемониальные комплексы этой культуры размером меньше, чем аналогичные им к востоку от Миссисипи, и культура так и не распространилась на центральные районы штат Миссури. К этой эпохе относят комплекс Олд-Форт около Майами. Объекты на северо-востоке штата считаются частью культуры Хавана-Хоупвелл.

## Европейские исследования
Первыми европейцами, предположительно побывавшими в Миссури или хотя бы рядом с его территорией были испанцы экспедиции Эрнандо де Сото. В 1539 году Де Сото высадился во Флориде, в мае 1541 года добрался до реки Миссисипи, и переправился на её западный берег примерно в окрестностях Мемфиса. Он захватил поселение индейцев пакаха, которые населяли северо-восток Арканзаса, и, вероятно, юго-восток Миссури. Историк Уильям Фоли предполагал, что Де Сото не заходил дальше Аканзаса, а археолог Карл Чэпмен полагал, что такое возможно. Де Сото простоял в поселении пакаха шесть недель, а потом ушёл на юго-запад. Неизвестно, как отразилось появление испанцев на жизни индейцев, но возможно, упадок миссисипских городов прямо или косвенно связан с их появлением. Испанцы занесли европейские болезни, дестабилизировали индейское общество, и это привело к упадку и запустению больших индейских городов.  

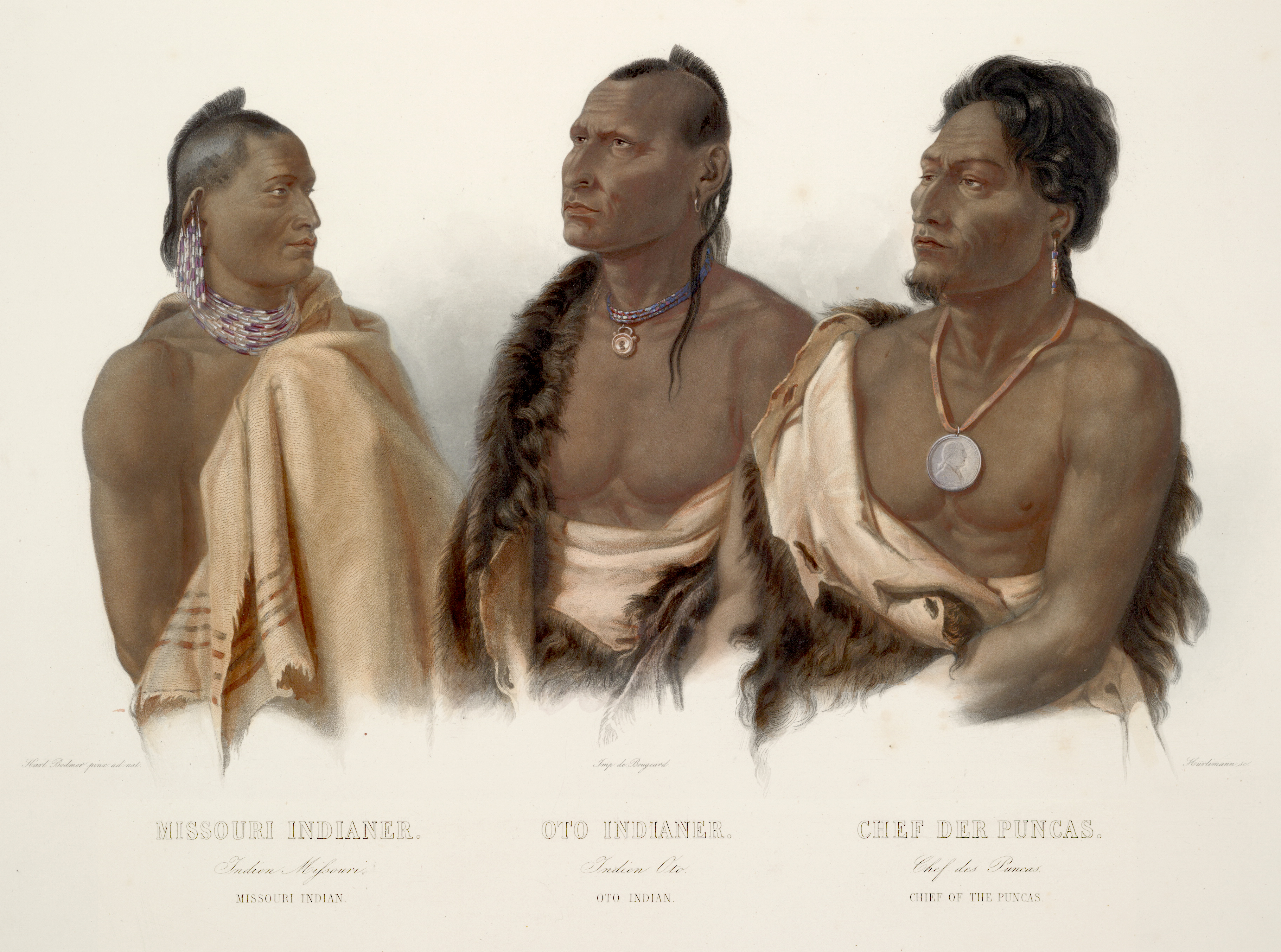
Индейцы миссури, ото и понка, литография 1840-х годов

Первые экспедиции показали испанцам, что в Северной Америке нет ничего ценного, поэтому они сосредоточили усилия на колонизации Центральной Америки. Между тем в 1606 году французы основали в Канаде город Квебек, а в 1613 году основали колонию Новая Франция.  В 1634 году в состав  колонии были включены земли до реки Миссисипи. В 1673 году на запад отправилась экспедиция Луи Жолье и Жака Маркетта. Они добрались до реки Миссисипи, спустились по ней на юг, и обнаружили большую реку, которая впадала в Миссисипи с запада и которую местные индейцы называли Pekitanui. Маркетт нарисовал карту, на котором словом Missouri обозначил земли местных индейцев. Это название впоследствии перешло на реку, но не на землю, которую французы считали частью Иллинойсской земли.
В 1682 году Робер Кавалье, сир де ла-Саль по распоряжению губернатора прошёл по Миссисипи до Мексиканского залива и объявил эту землю владением французского короля. В 1720 году Испания признала права Франции на эти земли. В 1718 году Клод-Шарль де Тисне впервые поднялся по реке Миссури и описал все её притоки. В 1720 году испанские губернатор Санта-Фе отправил на север экспедицию под командованием Вилласура, но она была разгромлена индейцами ото и миссури. Но рейд испанцев встревожил французов, которые поручили сиру де Бургмону наладить отношения с индейцами в регионе. Бургмон поднялся вверх по Миссури и построил там форт Орлеан. Его скоро снесло наводнениями, но какое-то время он был базой Бургмона при исследовании Миссури.  

### Первые поселения
Губернатор Кадильяк заинтересовался возможностью добычи серебра в Миссури, и при нём в регионе начали появляться шахтёры. Немного серебра было найдено, но только свинец стал добываться в коммерческих масштабах. Его свозили в Форт-де-Шартр (основанный в 1733 году), откуда доставляли на лодках в Новый Орлеан. Около 1735 года был основан город Сент-Женевьев, и теперь свинец доставлялся через него. К свинцовым шахтам была проложена дорога для повозок, которая стала первой дорогой в Миссури. Шахтёрами были франко-канадцы, которые приезжали из Иллинойса, но затем стали основывать собственные поселения. Сент-Женевьев располагался не только около удобной переправы через Миссисипи, но и находился около соляных копей, а соль стала вторым после свинца предметом экспорта. Город, однако, постепенно подмывало течением реки, поэтому после 1781 года его перенесли на три мили в сторону на более высокое место.
В 1759 году шла Война с французами и индейцами, и англичане захватили Квебек; через год пал Монреаль и Франция утратила все владения в Канаде. В 1763 году был подписан мир, который положил конец французской Америке. Новый Орлеан и французские владения к западу от Миссисипи перешли к Испании. В последние дни войны мехоторговец Пьер Леклед получил грант на торговлю мехом с индейцами Миссури. Он прибыл в Форт-де-Шартр, а весной 1764 года основал торговый пост на западном берегу Миссисипи ниже впадения Миссури, который назвал Сент-Луис в честь короля Людовика Святого. Первыми поселенцами стали французы из Иллинойса, которые не пожелали жить под властью англичан. В 1765 году французский гарнизон переместился из Форт-де-Шартра в Сент-Луис. Только в 1770 году испанский губернатор Луизианы, Александр О'Рейли поручил дону Педро Пьернасу принять у французов Верхнюю Луизиану. Он стал заместителем губернатора в Миссури, затем ему наследовал Франсисико Крузат, а затем Фернандо де Лейба. При нём в 1779 году Испания вступила в войну с Англией на стороне американцев, предположительно надеясь расширить свои владения на восток от Миссисипи.

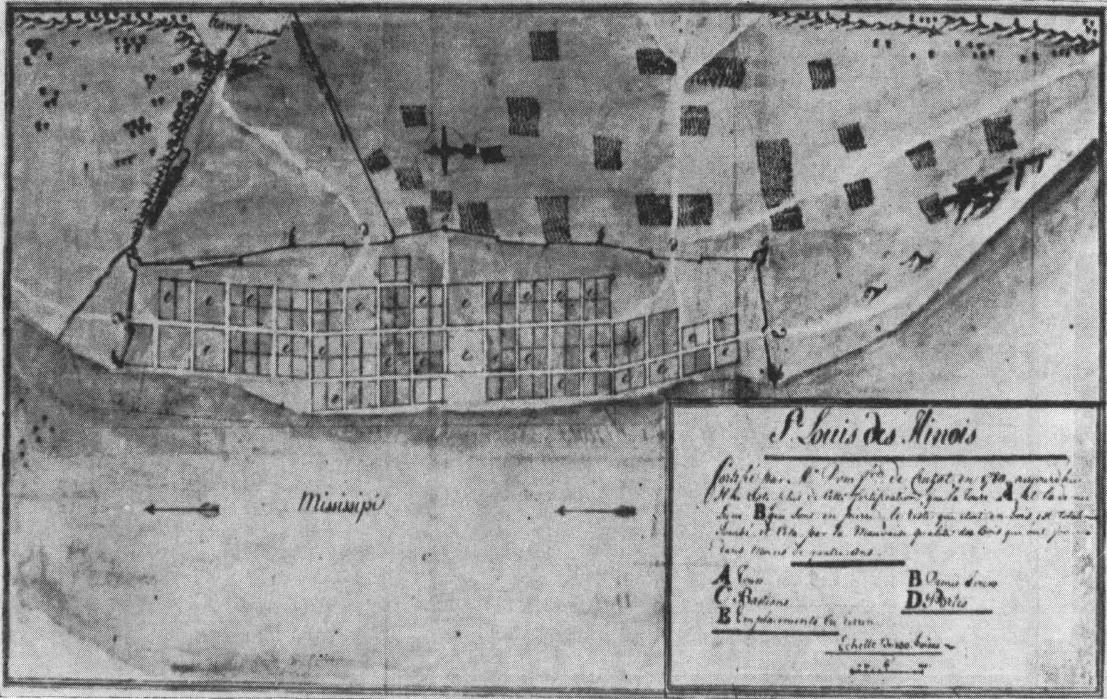
Сент-Луис в 1780 году.

В феврале 1780 года британский офицер Эмануэль Гессе собрал отряд в 1000 человек для нападения на Сент-Луис. В городе к тому времени проживало 800 человек и имелось около сотни каменных домов. Де Лейба собрал 29 регуляров и 281 ополченца, и окружил город земляными укреплениями. Отряд Гессе подошёл в городу 26 мая. Произошло сражение при Сент-Луисе, в ходе которого Гессе так и не решился на полноценный штурм, а затем отступил, опасаясь присутствия отряда Джорджа Кларка на восточном берегу Миссисипи. Кларк атаковал отступающего противника, чем обеспечил безопасность Миссури. Через месяц де Лейба умер, и его место повторно занял Крузат. В 1781 году он совершил рейд в Иллинойс и захватил форт Сент-Жозеф на берегу озера Мичиган. Предположительно именно то событие вынудило Британию уступить американцам все свои земли восточнее Миссисипи на переговорах 1783 года.
После 1783 года соседом Миссури с востока стали Соединённые Штаты Америки. Население постепенно росло, и к 1799 году в Миссури проживало уже 6 028 человек, из них в Сент-Луисе 925, в Сент_Женевьеве 949, в Сент-Чарльзе 875, а в Нью-Мадриде 782. Миссури производил пшеницу, кукурузу, табак, свинец и соль, и добывал мехов на $75 000 в год. В годы президентства Джорджа Вашингтона время от времени возникали планы вторжения в Испанскую Луизиану, но резидент боролся с подобными настроениями. В 1797 году сенатор от Теннесси Уильям Блаунт был исключён из сената за соучастие в заговоре подобного рода. Между тем у Франции возникли свои планы освоения Луизианы. В 1800 году Наполеон на переговорах в Сан-Ильдефонсо вынудил Испанию передать ему права на Луизиану. Однако, утрата Гаити заставила Францию отказаться от этих планов и Наполеон стал думать о том, как избавиться от американских колоний.

### Присоединение к США
Передача Луизианы французам могла лишить американцев доступа к Мексиканскому заливу по реке Миссисипи, поэтому в марте 1803 года государственный секретарь Джеймс Мэдисон поручил начать переговоры на предмет покупки Нового Орлеана. В ответ французская сторона предложила США купить всю Луизиану. 30 апреля 1803 года был подписан договор, по которому Франция отдала Америке Луизиану за 80 миллионов франков, а США обязались предоставить её жителям все права граждан США. В декабре французский эмиссар официально принял Луизиану от Испании в Новом Орлеане, а 9 марта 1804 года американский офицер Эмос Стоддарт от имени Франции принял от Испании Верхнюю Луизиану на церемонии в Сент-Луисе. В тот же день Стоддарт оформил передачу Луизианы Америке. Был создан Луизианский военный округ, а Стоддард стал его первым губернатором с резиденцией в Сент-Луисе. 1 октября 1804 года в Сент-Луис прибыл новый территориальный губернатор Уильям Генри Гаррисон. Миссури временно попал в состав Территории Индиана, но по запросу жителей 3 марта 1805 года Конгрессом была создана Территория Луизиана. Джеймс Уилкинсон стал первым губернатором территории, а Джозеф Браун стал её первым секретарём. Но Уилкинсон не смог наладить отношения с местными жителями и к августу 1806 года восстановил против себя всех в Сент-Луисе. После многочисленных жалоб президент Джефферсон отстранил Уилкинсона от должности и 3 марта 1807 года назначил исполняющим обязанности губернатора Александра Макнейра.

### Экспедиция Льюиса и Кларка
Когда Конгресс утвердил покупку Луизианы, президент Джефферсон стал думать об исследовании нового региона. Он поручил своему другу Мериуитеру Льюису собрать экспедицию и исследовать реку Миссури, чтобы описать все её притоки, все индейские племена, границы их расселения, языки, законы и обычаи. В декабре 1803 года Льюис покинул Вашингтон, прибыл в Кентукки, встретил там капитана Уильяма Кларка и основал лагерь на восточном берегу реки Миссисипи, напротив устья реки Миссури, где стал дожидаться согласия испанских властей на передачу Луизианы. 14 мая 1804 года экспедиция покинула лагерь и через два дня прибыла в город Сент-Чарльз. Оттуда к 29 июня они добрались до устья реки Канзас возле современного города Канзас-Сити. В начале ноября экспедиция встала на зимовку у реки Кнайф, и простояла там до начала апреля. В 1805 году Льюис за 4 месяца прошёл до верховий Миссури и вышел к истокам реки Колумбия.

### Нью-Мадридские землетрясения
В 1811 году по планете прокатилась волна землетрясений и извержений вулканов, одним из которых было Нью-мадридское землетрясение эпицентр которого находился на юго-востоке Миссури. Первый толчок случился 16 декабря. Они привело к поднятию грунта в одних местах и к опусканию в других. Многие озёра в Миссури пересохли, а сухие места превратились в болота. В районе землетрясения, на территории штата Теннесси, образовалось озеро Рилфут длиной в 20 миль. Многие земли на юго-востоке Миссури стали непригодны для сельскохозяйственного использования. Жителям, чьё имущество пострадало от землетрясений, Конгресс выделил земельные гранты в регионе Бунлик на реке Миссури.

## Территория Миссури

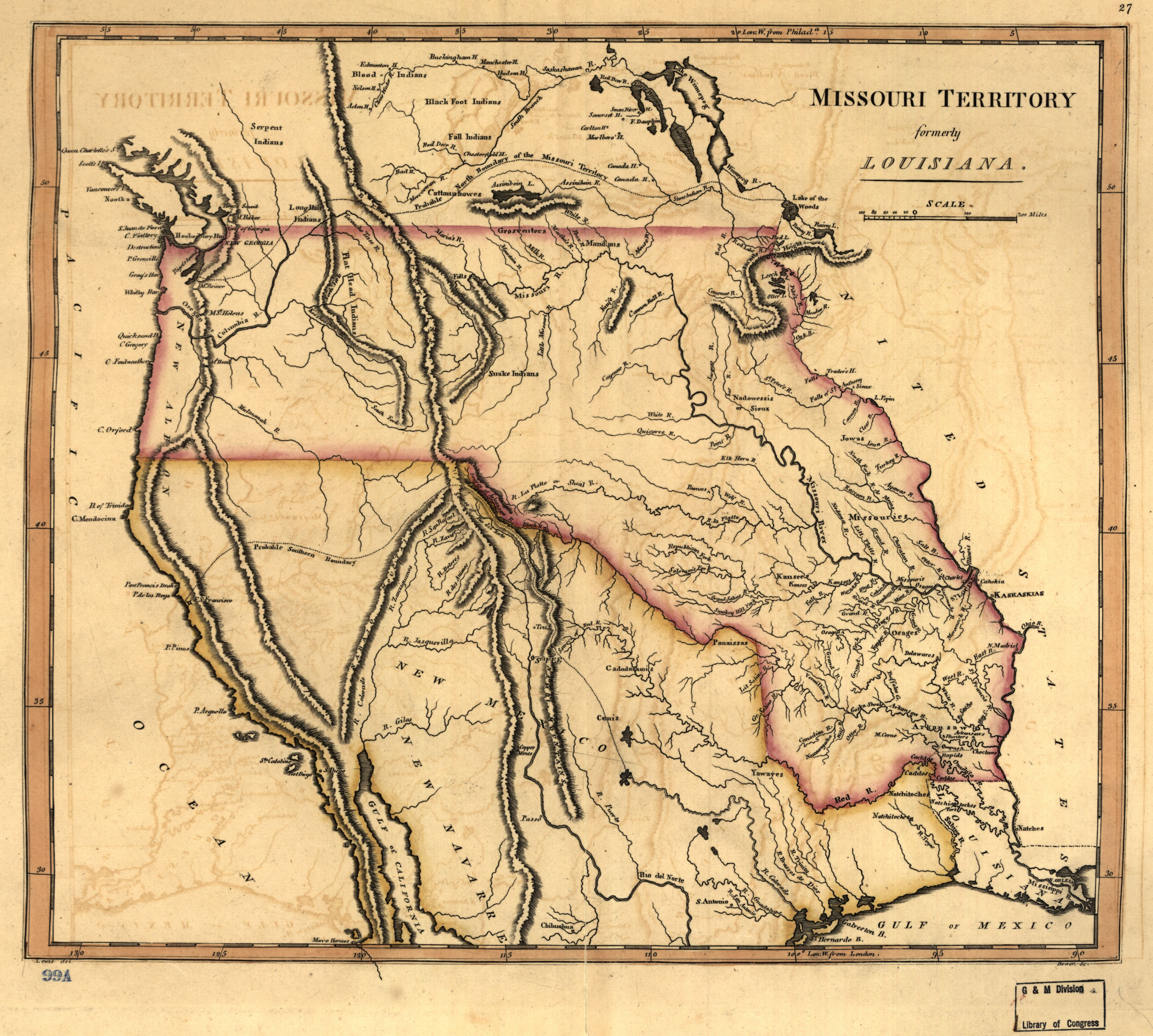
Территория Миссури в 1812 году

4 июня 1812 года был принят закон, который переименовал Территорию Луизиана в Территорию Миссури и учредил принципы формирования правительства: законодательная власть была возложена на Ассамблею, которая состояла из губернатора, Законодательного совета и Палаты представителей. Кандидатов в совет выдвигала Палата (18 человек), а президент отбирал 9 кандидатов (С 1816 года члены совета избирались по одному от каждого округа). В палаты выбирался 1 делегат на 500 белых свободных жителей территории, и их число могло расти до 25-ти человек. Ассамблея должна была собираться каждый год в Сент-Луисе. Выборы прошли в ноябре во всех пяти округах территории: Сент-Чарльзе, Сент-Луисе, Сент-Женевьеве, Кэйп-Жирардо и Нью-Мадриде. Эдвард Хемпстед был избран первым делегатом в Конгресс США. 7 декабря 1812 года Ассамблея впервые собралась в Сент-Луисе в доме Джозефа Робидо. Так как губернатор Ховард отсутствовал по причине войны, то исполняющим обязанности губернатора стал Фредерик Бэйтс. 1 июля 1813 года Ассамблея собралась в полном составе (включая Совет) и избрала Уильяма Кларка территориальным губернатором. Эта же ассамблея выдала лицензию Банку Сент-Луиса (первому банку в Миссури) и учредила новый округ (выделив его из округа сент-Женевьев), который был назван Вашингтон. На этой же сессии было решено провести перепись, которая показала, что население территории составляет 11 393 белых мужчин, и если добавить столько же женщин и 2000 рабов, то общее население будет примерно 26 000 человек. Вторая сессия ассамблеи собралась 5 декабря 1814 года, и на этот раз в ней участвовало 20 делегатов. На сессии января 1815 года был учреждён округ Лоуренс, а на сессии следующего года, ввиду смерти бывшего губернатора Ховарда был учреждён округ Ховард. К 1817 году в Сент-Луисе была построена первая тюрьма, но из-за нехватки денег она не работала ещё пару лет.

### Англо-американская война
Ещё за несколько лет до 1812 года английский агенты в регионе Великих озёр снабжали индейцев ружьями, порохом и свинцом и настраивали их против американцев. В 1811 году индейцы Сауки и фоксы встретились с генералом Кларком и заверили его в своих мирных намерениях. Часть этих племен в 1812 году поселилась на западном берегу Миссисипи и потом не участвовала в боевых действиях, хотя другая часть поселилась на восточном берегу и их подозревали в содействии англичанам. В том же году был построен форт Мэйсон на реке Миссисипи. В его окрестностях обители враждебно настроенный потаватоми, веннебаго и рок-риверские сауки и фоксы. Когда в 1812 году началась война с Англией, английские агенты активизировались; 5 сентября 1812 годы индейцы ваннебаго под командованием вождя Чёрный Ястреб напали на форт Мэдисон на месте современного города Форт-Мэдисон в Айове. Для обороны Миссури губернатор сформировал пять пехотных полков, по одному от пяти округов. Сам Ховард покинул пост губернатора и вступил в армию в звании бригадного генерала, а его место занял Уильям Кларк. В 1813 году индейцы снова осадили форт Мэдисон, и его гарнизон, не видя возможности удержать форт, сжёг его и ушёл по реке. В сентябре 1813 года генерал Ховард с отрядом в 1400 человек отправился в экспедиций против иллинойсских индейцев и тем облегчил положение Миссури. Он умер на обратном пути от болезни.

### Миссурийский компромисс
После завершения войны с Англией поток мигрантов увеличился, и население территории Миссури стало быстро расти. В ноябре 1818 года легислатура территории направила 15-му Конгрессу запрос о принятии в Союз, аргументируя его тем, что население уже достигло 100 000 человек, которые желают обладать всеми правами граждан США. В тот момент в составе Союза было 11 свободных штатов и 11 рабовладельческих, и они имели поровну сенаторов, но в Палате представителей численно доминировали депутаты от северных штатов, которые стремились не допустить распространения рабства на новые территории. В феврале 1819 года Палата составила типовой разрешительный акт, но по настоянию конгрессмена Джеймса Тэллмаджа внесла туда рад пунктов, ограничивающих рабство. Билль в таком виде был отклонён сенатом. В марте 1819 года аналогичная ситуация возникла при формировании территории Арканзас, и предложение ограничения рабства снова было отклонено.
В 1820 году на сессии 16-го Конгресса был создан новый билль, в который снова внесли запретительные поправки. В ответ сенаторы увязали вопрос присоединения Миссури с вопросом присоединения штата Мэн. В дискуссию вступил Генри Клей и предложил компромиссное решение: принять Миссури рабовладельческим штатом, а Мэн свободным штатом; запретить рабство к северу от 36-й параллели, но сделать исключение для Миссури. 6 марта 1820 года Конгресс разрешил Миссури создать конституцию и правительство, с тем лишь условием, чтобы конституция была бы демократической и не противоречила конституции США. Всё время, пока шли споры, жители Миссури активно протестовали против политики Конгресса, утверждая, что его намерение ввести ограничения для штата противоречат принципу равенства штатов. Они так же утверждали, что Конгресс проигнорировал положения договора о покупке Луизианы, который гарантировал жителям бывшей французской колонии неприкосновенность частной собственности.

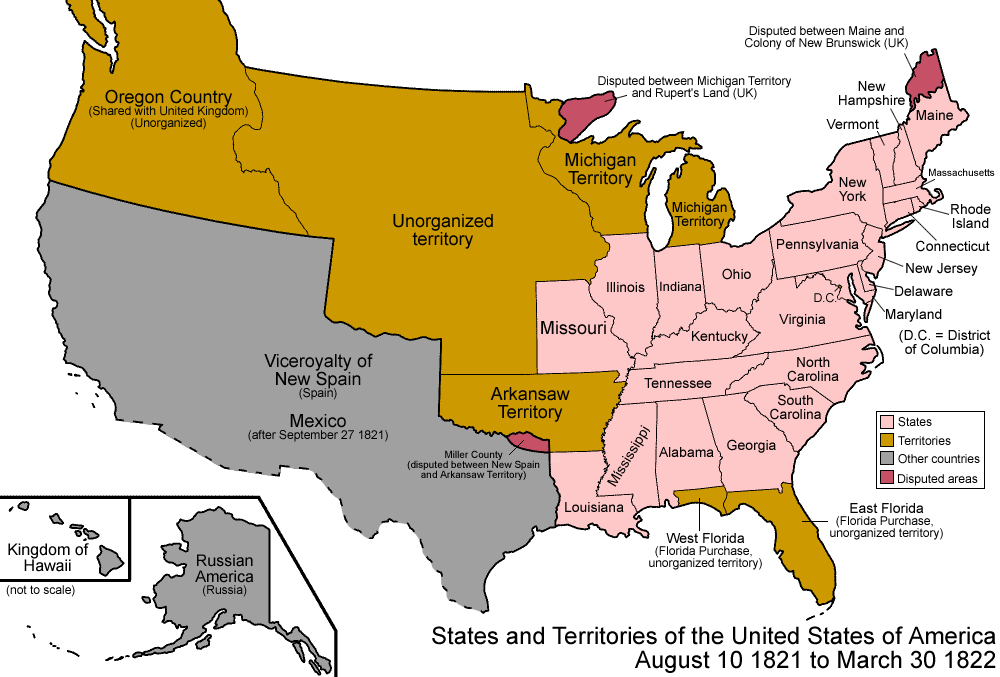
США после принятия Миссури

В первую неделю мая 1820 года миссурийцы избрали 41 делегата на конституционный конвент, который собрался в гостинице Mansion House в Сент-Луисе в июне 1820 года под председательством Дэвида Бартона и создал конституцию, которая была написана по образцу многих предыдущих конституций, но больше всего взяла из конституций Алабамы, Иллинойса и Кентукки. Она следовала принципу разделения властей, учреждала двухпалатную легислатуру, и вводила должности губернатора и вице-губернатора, который избирались на срок в четыре года. В духе своего времени конституция почти ничем не ограничивала законодательную ветвь власти. Право голоса получил каждый белый мужчина в возрасте старше 21 года. Первая конституция Миссури была создана за пять недель и принята конвентом 19 июля 1820 года без вынесения на референдум. 28 августа прошли первые выборы в истории штата. Политических партий в то время ещё не существовало и все миссурийцы считали себя республиканцами. Существовали, однако, две большие фракции: «хунта» и «антихунта». Хунта пыталась продвинуть в губернаторы Уильяма Кларка, но на выборах победил Александр Макнейр, который стал первым губернатором Миссури. 2 октября 1820 года Ассамблея штата собралась на первую сессию и выбрала первых двух сенаторов в Сенат США: Дэвида Бартона и Томаса Бентона. В середине ноября 1820 года конституция Миссури была представлена Конгрессу и снова вызвала споры на несколько месяцев. В итоге Генри Клей сформулировал такой закон о принятии Миссури в Союз, который устроил обе палаты Конгресса. 26 июня 1821 года в конституцию внесли небольшие поправки, вернули её в Конгресс и 10 августа 1921 года президент Джеймс Монро официально объявил Миссури 24-м штатом США.

## Формирование штата

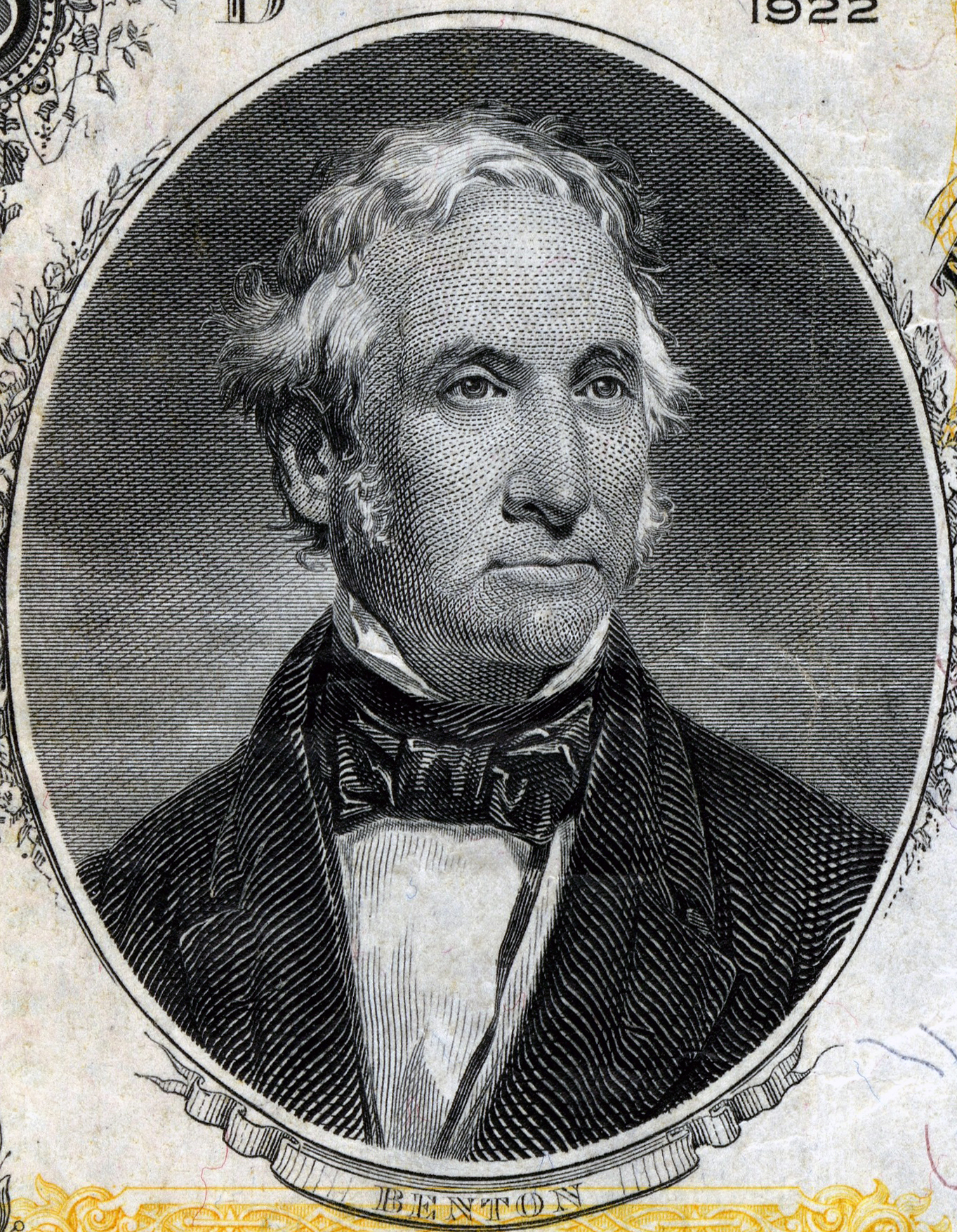
Томас Бентон на золотом сертификате 1922 года

Процесс принятия Миссури в Союз затянулся до 1821 года, но правительство штата начало функционировать ещё в 1820 году. Ассамблея Миссури собралась на свою первую сессию в гостинице Missouri Hotel в Сент-Луисе 18 сентября, 19 сентября Макнейр принёс присягу губернатора, и на той же сессии был решён вопрос со столицей штата. Было решено, что столицей до 1 сентября 1826 года будет Сент-Чарльз, а потом будет перенесена на новое место. Это место было выбрано специальной комиссией в 1821 году. На следующий год было постановлено основать город и назвать его Сити-оф-Джефферсон, но оно быстро превратилось в Джеффесон-Сити. Ассамблея учредила и несколько новых округов: Бун, Каллавей, Шаритон, Кол, Гасконейд, Лафейетт, Перри, Ролс, Рей и Салин. Были введены стандартные для того времени налоговые законы: земля и недвижимость облагались налогом в 25 центов за $100 оценочной стоимости. Каждый белый мужчина платил $1 за право голоса. Легислатура разработала и систему лицензий на разные виды деятельности, самая высокая, $20 за полгода, вводилась на торговлю спиртным.
В конце 1821 года до Миссури дошёл экономический кризис 1819 года, который привёл к спаду потока мигрантов и падению цен на землю. Недвижимость упала в цене в 20 раз. Оба миссурийских банка обанкротились, оставив штат без денег и без банковских услуг. Миссурийцы требовали вмешательства властей в экономику штата, но не могли определить меру этого вмешательства. На сессии лета 1821 года Макнейр призвал принять любые меры, не нарушающие конституцию. Ассамблея отказалась учреждать штатный банк, и ограничилась рядом умеренных законов. Споры вокруг этих законов стали первым политическим спором в истории Миссури. Противники принятого антикризисного законодательства впоследствии стали в массе сторонниками политики Эндрю Джексона и его Демократической партии.
Уже с самого момента принятия первой конституции штата стали появляться предложения поправок. Легислатура, переизбранная в 1822 году, приняла только некоторые из них. Томас Бентон стал лидером тех, кто требовал более радикальных поправок, а Дэвид Бартон стал лидером консервативной группировки. Эти группировки не превратились в полноценные партии, но усилили поляризацию миссурийского общества. В такой атмосфере начались губернаторские выборы 1824 года. За место губернатора боролись Фредерик Бейтс и Уильям Эшли (вице-губернато при Макнейре), и Байтс победил. В том же году проходили президентские выборы, на которых кандидатами выступали сразу 16 человек. Миссурийцы симпатизировали в основном Эндрю Джексону, как уроженцу запада, и Генри Клею. Все миссурийские конгрессмены поддерживали Клея, особенно Бентон. Никто из кандидатов не набрал большинства голосов, поэтому голосование перенесли в Палату представителей, которая выбирала между Джексоном и Адамсом. Джон Скотт, единственный представитель Миссури в Палате, долго колебался, но в итоге отдал свой голос за Адамса. На следующий год губернатор Бейтс внезапно умер, что потребовало проведения внеочередных выборов.
В 1825 году США посетил герой Американской революции, маркиз Лафайет. Он побывал в каждом штате, поднялся вверх по Миссисипи и 29 апреля посетил Сент-Луис, который в то время был населён в основном французами.
На внеочередных выборах Бентон и его сторонники подержали Джона Миллера, фракция Бартона-Скотта поддержала Дэвида Тодда, и борьба превратилась в противостояние сторонников Джексона со сторонниками Адамса. Победил Миллер, и таким образом джексонианцы оказались у сласти в Миссури. На конгрессиональных выборах 1826 года никто не выступал в качестве джексонианца, но уже в 1828 году на место в Конгрессе претендовали Лэйн и Петтис. Группировка Бентона выбрала Петтиса, а разочарованный Лэйн впоследствии примкнул к вигам. С этого моменте джексонианцы под предводительством Бентона доминировали в политике штата. На губернаторских выборах 1928 года у Миллера не было конкурентов и он был переизбран на второй срок. На президентских выборах того же года в Миссури Джексон победил во всех округах штата.

### Период джексоновской демократии

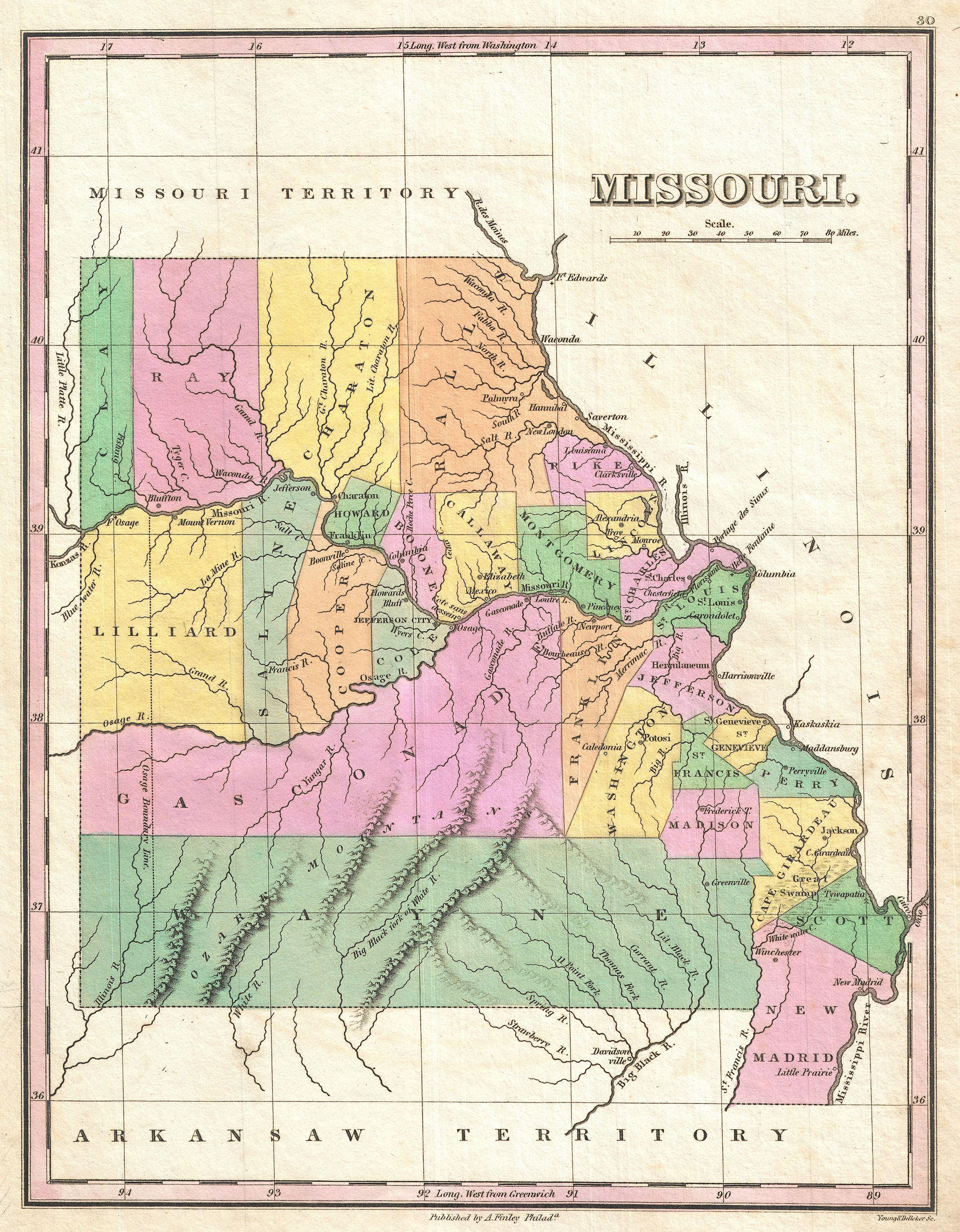
Карта Миссури 1827 года

На губернаторских выборах 1832 года победил джексонианец Даниел Данклин и с этого момента партия Джексона (с 1835 года получившая название Демократической партии) стала основной партией в Миссури; к концу 1833 года её поддерживало 70 % населения штата и она побеждала на всех выборах до 1860 года. Данклин был типичным джексонианцем, он был решительным сторонником принципа прав штатов и противником банка США, протекционистских пошлин и федеральных проектов внутренних улучшений. Когда Южная Каролина отказалась признать принятый Конгрессом Таможеный закон 1832 года и начался Таможенный кризис 1832 года, Данклин заявил, что готов поддержать Южную Каролину, если она протестует против вмешательства федерального центра, но не готов, если она хочет навязать свою волю Конгрессу. На этом основании он отклонил просьбу Южно Каролины о помощи.
В том же году до Миссури дошла Вторая холерная пандемия. Холера, распространившись в Европе, достигла Нью-Йорка и Филадельфии. В Миссури первые случаи заболевания случились в Джефферсоновских казармах на окраине Сент-Луиса. Оттуда холера распространилась по всему штату и длилась шесть или семь недель, унося жизни 20—30 человек в день. За всё время в штате умер каждый 12-й житель. Впоследствии она возвращалась в 1849, 1850 и 1851 годах.
В 1835 году джексонианцы Миссури превратились в полноценную партию: в январе они собрались на конвент в Джефферсон-Сити, приняли платформу партии и выбрали кандидатов на должности губернатора и конгрессменов. В 1836 году прошло сразу несколько выборов. На губернаторских выборах джексонианец Лилберн Боггс победил Уильяма Эшли, кандидата от оппозиции, которая ещё не превратилась в партию вигов. На президентских выборах в Миссури победил приемник Джексона, Мартин ван Бюрен. Альберт Харрисон и бывший губернатор Миллер были избраны в Палату представителей США. Льюис Линн был переизбран в Сенат без соперника от оппозиции.
Ещё в 1830 году федеральное правительство заключило с индейцами Договор в Прери-де-Чиен, заполучив плодородные земли к западу от Миссури, но предполагалось поселить там индейцев, выселенных с востока. Ассамблея Миссури стала добиваться того, чтобы индейцев не селили на так называемые Платтские земли, и в 1833 году сенатор Линн добился этого решения. Он работал над тем, чтобы этот регион присоединили к Миссури, и добился этого в июне 1836 года. В марте 1837 года президент Ван Бюрен официально передал Платтские земли штату Миссури (они стали известны как Platte Purchase) и передвинул границу штата на запад до реки Миссури.

### Конфликт с мормонами
Зимой 1830—1831 года небольшая группа мормонов поселилась в округе Джексон. В 1831 году их лидер Джозеф Смит лично посетил округ, выбрал место для постройки города Сион и организовал переселение мормонов из Огайо. Эта миграция встревожила миссурийцев, которые были в основном южанами и недолюбливали северян-мормонов, тем более что их отношение к рабству не было ясно высказано. Их беспокоило и агрессивное миссионерство и авторитарное устройство мормонской церкви. В 1833 году конфликт вокруг мормонской газеты привёл к вспышке насилия: жители округа разгромили издательство газеты, а затем с оружием в руках потребовали от мормонов покинуть округ. Мормоны обещали подчиниться, но когда они не выполнили обещания, начались погромы. В мае 1834 года Смит привёл в Миссури небольшой вооружённые отряд численностью около 200 человек. Губернатор Данклин организовал переговоры, в результате которых мормоны покинули округ Джексон и переселились в округ Клей. Но и там начались конфликты с местным населением, поэтому в 1836 году Ассамблея создана на западе штата округ Колдуэлл, который задумывался как мормонский округ под их управлением.
В округе Колдуэлл мормоны основали поселение Фар-Вест, которое в 1837 году населяло уже 3 000 человек. Мормоны начали селиться и в прилегающих округах. В 1838 году в день выборов вспыхнул конфликт в селении Галлатин округа Дэвис, где мормонам не дали участвовать в голосовании. С этого инцидента началась Мормонская война 1838 года. В сентябре мормонов попросили покинуть селение Де-Витт в округе Кэррол. Это едва не привело к вооружённому столкновению, но конфликт удалось решить переговорами и мормоны покинули Де-Витт. Губернатор Боггс отправил отряд ополчения в округ Дэвис для наведения порядка. Они были атакованы мормонами и произошло сражение на Крукд-Ривер, где погибло десять ополченцев. Переоценив опасность, исходившую от мормонов, губернатор отдал генералу Джону Кларку приказ, известный как Missouri Executive Order 44, требующий полного изгнания мормонов из штата.
Кларк с отрядом ополченцев направился к Фар-Весту, но его опередил генерал Самуэль Лукас, который выступил из Индепенденса, соединился с отрядом генерала Донифана, и силами 2 500 человек окружил Фар-Вест. Смит согласился на капитуляцию. По её условиям вожди мормонов были арестованы и отданы по суд, их имущество конфисковано в счёт нанесённого ими ущерба, оружие бело конфисковано, а сами мормоны должны были покинуть штат. Часть арестованных была отпущена решением суда, а часть, вместе с самим Смитом, сумела подкупить охрану и в апреле 1839 года бежала в Иллинойс.

### Формирование партии вигов
Помимо мормонов, проблему для губернатора Боггса породил экономический кризис 1837 года, который в Миссури начал ощущаться в основном после 1840 года. В первое время штату помогал устойчивый экономический рост, приток мигрантов и торговля по тропе Санта-Фе. Помогали и федеральные деньги, которые тратились на содержание пограничных постов и индейских агентств. Помогало и то, что свинцовые шахты и производство табака не пострадало в годы кризиса. Миссурийский банк грамотно управлялся и пережил кризис без банкротства. На кризис наложилась вторая волна холерной пандемии, которая началась в 1838 году и достигла пика в 1839, тяжелее всего ударив по Сент-Луису. По официальным подсчётам, погибло 4200 человек, хотя реальные цифры могли быть гораздо выше. Кризис сказался на популярности президента Ван Бюрена, что усилило позиции вигов в Миссури. В 1839 году прошёл первый партийный конвент этой партии в Миссури. Она представляла интересы среднего класса, хотя демократы называли их представителями аристократии. Несмотря на успехи, виги оставались в штате в меньшинстве. В 1840 году демократы победили в штате на всех выборах, кроме президентских: миссурийцы проголосовали в большинстве за Ван Бюрена, но на общенациональных выборах победил кандидат от вигов, Уильям Гаррисон.
Кризис породил недоверие к банкам, которое привело к ещё одному расколу в обществе. Часть миссурийцев желала отказаться от банков и бумажных денег и использовать только звонкую монету: они стали известны как Хардс. Другая часть выступала за банки и бумажные деньги, и стала известна как Софтс. Демократы чаще были хардс, а виги чаще софтс. Избранный в 1840 году губернатор Томас Рейнольдс выступал на стороне Хардс. Вся сессия ассамблеи 1842—1834 года прошла в борьбе между двумя этими партиями. В такой обстановке приблизились президентские выборы 1844 года. В том году начались переговоры о присоединении Техаса, но миссурийский сенатор Бентон выступил против и сумел сорвать переговоры. Однако, идея присоединения Техаса была популярна в Миссури. Выразителем этого мнения стал Дэвид Атчинсон, назначенный сенатором в 1843 году после смерти Линна. На губернаторских выборах победил Джон Эдвардс, выдвинутый Хардсами, им удалось так же провести в Конгресс четырёх своих сторонников (в их числе Стерлинга Прайса и Джона Фелпса). Бентон и Атчинсон были переизбраны в сенат США. На президентских выборах кандидатом от демократов был Джеймс Полк, и он легко победил в Миссури Генри Клея, выдвинутого вигами. Победа Полка привела к решению о присоединении Техаса, и в ответ на это Мексика объявила США войну.

### Мексиканская война
Мексиканская война была популярна в Миссури и многие миссурийцы приняли в ней участие. Ярче всего их присутствие проявилось в завоевании Нью-Мексико. В мае 1846 года 1358 добровольцев собрались в форте Ливенворт по призыву губернатора Эдвардса и были переданы под командование полковника Александра Донифана. Они без потерь пересекли 900 километров пустыни и в августе без боя заняли город Санта-Фе. Стерлинг Прайс покинул Конгресс США и присоединился к армии в Санта-Фе. Донифан оставил его командиром в Санта-Фе, а сам выступил на Чиуауа. 25 декабря они разбили мексиканский отряд в сражении при Эль-Бразито, после чего одержали победу в сражении на реке Сакраменто и заняли Чиуауа. «Поход Донифана» завершился на рее Рио-Гранде, откуда миссурийцы вернулись в свой штат. Прайс остался в Санта-Фе и успешно подавил так называемое Восстание в Таосе, что довершило завоевание Нью-Мексико.
Между тем в 1846 году штат Айова был принял в Союз, но между Айовой и Миссури тянулся долгий спорт о границе, известный как Медовая война. Верховный суд США около десяти лет разбирал это дело (Missouri v. Iowa), и только в 1849 году вынес решение: спорная территория была поделена примерно пополам, и новая граница была официально отмаркирована.
Результатом войны с Мексикой стало присоединение территорий Калифорнии и Нью-Мексико, которые находились южнее 36-й параллели и согласно Миссурийскром компромиссу попадали в зону рабовладения. Однако, на этих территориях никогда не было рабства, поэтому представители северных штатом полагали, что оно не должно туда распространяться. Большинство миссурийцев считали, что это вопрос надо оставить на усмотрение самих жителей. В январе 1849 года Клейборн Джексон представил Ассамблее так называемые «Резолюции Джексона», которые выражали эту точку зрения. Они были приняты Ассамблеей и отправлены в Конгресс. Сенатор Атчинсон согласился их поддержать, но сенатор Бентон был категорически против. Будучи стойким юнионистом, Бентон думал, что резолюции являются протестом против федеральной власти и могут привести к сецессии. Он начал решительную борьбу против резолюций в своём их понимании, но его противники в Демократической партии оказались сильнее. На сенатских выборах 1851 года он не был переизбран и на его место выбрали Генри Гейера, и тем самым миссурийская делегация в Конгрессе стала менее юнионистской.

### Предвоенное десятилетие

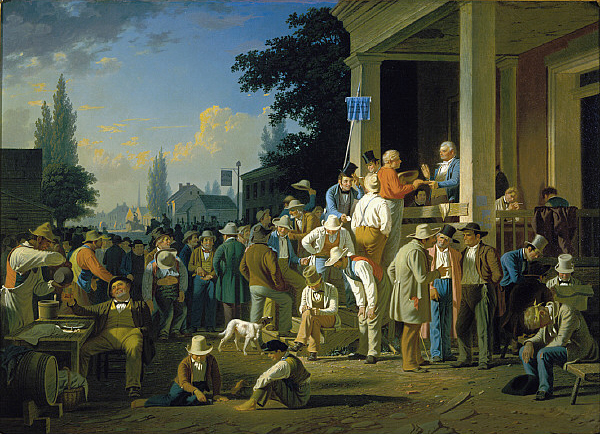
окружные выборы в Миссури, 1852 год

В начале 1850-х внимание всей страны привлекло к себе дело чернокожего Дредда Скотта, которое рассматривалось в судах Миссури. Скотт попал в Сент-Луис в статусе раба около 1832 года, после чего был вывезен в свободный штата Иллинойс. В 1838 году его вернули в Миссури, где он пытался выкупиться из рабства, но получил отказ. Тогда он подал в суд, требуя признать себя свободным на основании предыдущего проживания в свободном штате. Обычно суды Миссури решали такие дела в пользу чернокожих, но в данном случае, летом 1847 года, суд встал на сторону хозяина. При повторном разбирательстве Скотта признали свободным, но хозяин подал апелляцию. Третий суд отменил решение предыдущего. Дело перенесли в Верховный суд США, где оно стало известно как Дред Скотт против Сэндфорда. Только в 1857 году суд вынес решение в пользу хозяина.
В 1852 году на губернаторских выборах генерал Стерлинг Прайс победил Томаса Прайса, ставленника партии Бентона. Партия вигов к этому времени ослабла и не смогла выдвинуть сильного кандидата. На президентских выборах этого года демократ Франклин Пирс победил генерала Уинфилда Скотта, выдвинутого вигами. Между тем в Миссури стал расти интерес к заселению земель к западу от штата. В 1851 году миссурийский конгрессмен Уиллард Холл подал Конгрессу билль о создании новой территории, но тот был отклонен. В 1852 году он подал его уже повторно, при этом предложил назвать новую территорию Небраской. Предложение поддержал конгрессмен Бентон, по против него выступил сенатор Атчинсон. В 1853 году сенатор от Айовы Огастус Додж предложил закон, который вошёл в историю как Закон Канзас-Небраска. Группа конгрессменов при содействии сенатора Атчинсона внесла в него поправки, которые отменяли положения миссурийского компромисса. За закон в его конечном виде проголосовали все миссурийские конгрессмены, кроме Бентона, на тот момент члена Палаты представителей.
В 1855 году Арчинсон не был переизбран в сенат, легислатура не смогла договориться о его приемнике, поэтому два года у Миссури был только один сенатор Гейер. Так продолжалось до выборов 1856 года. За это время в Миссури появилась и набрала популярность Американская партия, иначе известные как «нативисты». В губернаторских выборах 1856 года участвовали Трастен Полк от Демократической партии, Роберт Эвинг от нативистов и Томас Бентон как независимый кандидат. Полк вышел победителем. На следующий год Джеймс Грин был наконец избран преемником Арчинсона в сенате. В том же году прошли президентские выборы. Кандидатом от республиканцев стал Джон Фримонт, зять Бентона. Его поддержал Блэр, но Бентон опасался, что избрание Фримонта расколет Союз, и отказал ему в поддержке. Демократическая партия выдвинула кандидатом Джеймса Бьюкенена. Миссурийская делегация на партийном конвенте поддержала Бьюкенена, а на выборах жители Миссури проголосовали за него с большим перевесом. Губернатор Полк через несколько месяцев покинул пост губернатора и перешёл в Сенат США, его место занял вице-губернатор Хэнкок Ли Джексон, а в 1857 году губернатором был избран Роберт Стюарт.
Весной 1858 года сенатор Бентон заболел, и 10 апреля он умер. Он был крупнейшим политиком своего времени, о котором были высокого мнения и друзья и враги.

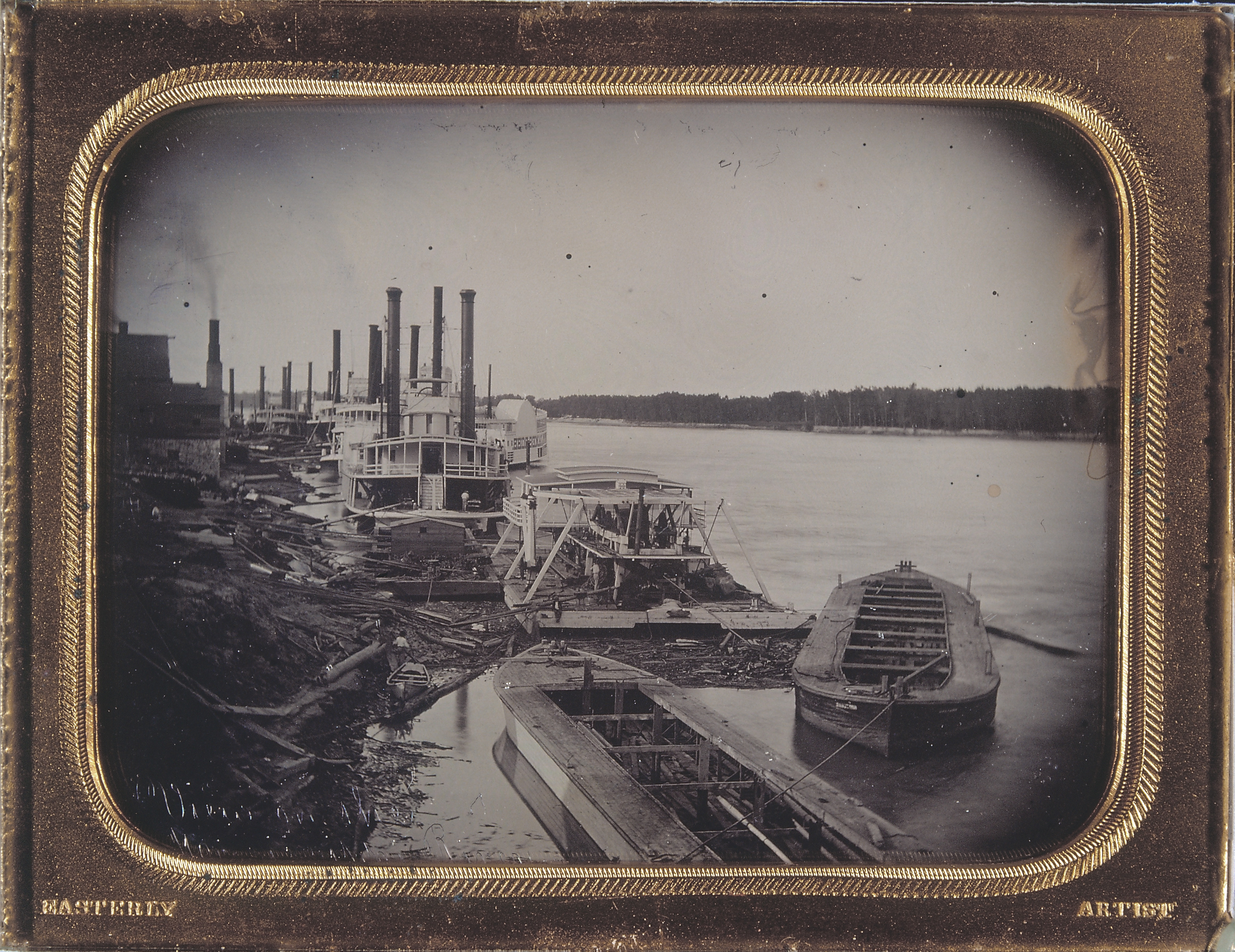
Причал Сент-Луиса в начале 1850-х.

Тем временем после подписания закона Канзас-Небраска, который оставлял вопрос о рабстве в Канзасе на усмотрение его жителей, тысячи миссурийцев стали переселяться в Канзас и селиться на западном берегу реки Миссури. Одновременно началась миграция северян из Новой Англии и Огайо: они селились обычно в стороне от миссурийцев. В Новой Англии начали возникать общества, помогающие отправлять переселенцев в Канзас. В Миссури стали возникать аналогичные организации, известные как «Голубые ложи». В марте 1855 года была избрана территориальная легислатура Канзаса, в которой доминировали сторонники рабства. Обе стороны обвиняли друг друга в массовом незаконном голосовании мигрантов. Северяне не признали новую легислатуру и отказались подчиняться её законам. Аболиционист Джон Браун первый прибёг к политическому террору, убив пять человек на патаватоми-Крик за их политические взгляды. Стали появляться иные аналогичные группировки, который стали совершать набеги на западные окраины штата Миссури. Власти Миссури и Канзаса приняли решительные меры и на два года им удалось прекратить набеги. Однако, в 1860 году Джеймс Монтгомери совершил рейд в Миссури. Власти штата направили против него отряд генерала Фроста, но его опередил федеральный отряд генерала Харни, при появлении которого Монтгомери распустил своих людей и скрылся сам. Крупные рейды на этом прекратились, но мелкие продолжались потом вплоть до середины Гражданской войны.
В апреле 1860 года в Чарлстоне собрался конвент Демократической партии. Его делегаты раскололись на несколько фракций: Северные демократы поддержали Стивена Дугласа, а Южные демократы — Джона Брэкинриджа. Бывшие виги поддержали Джона Белла. Одновременно прошёл конвент демократической партии в Миссури, который выдвинул в губернаторы Клейборна Джексона. Вынужденный выбирать между Дугласом и Брекинриджем, он поддержал Дугласа, хотя лично симпатизировал Брекинриджу. На голосовании Джексон победил и стал 15-м губернатором штата. Через три месяца прошли президентские выборы: Дуглас победил в Миссури, набрав 58 801 голос; его основным конкурентом был Белл, получивший 58372 голоса. Республиканец Линкольн набрал меньше всех, получив в Миссури 17 028 голосов. Однако, он победил на общенациональных выборах. В целом миссурийцы были против раскола страны, поэтому поддержали умеренных кандидатов. Линкольн и Брекинридж оказались в меньшинстве. В декабре Южная Каролина вышла из состава Союза, за ней Союз покинули ещё несколько штатов Глубокого юга, а восемь штатов Юга временно не определились.

### Споры о сецессии
Губернатор Стюарт симпатизировал Северу и полагал, что Миссури должен придерживаться вооружённого нейтралитета. Новый губернатор Джексон симпатизировал Югу, но полагал, что Миссури должен выйти из Союза только в том случае, если Север применит силу к южным штатам. Вице-губернатор Рейнольдс был за сецессию, но предложил созвать конвент, чтобы выявить настроения в штате. 18 июля 1861 года было решено созвать Миссурийский конституционный конвент (1861-1863), а 18 февраля прошли выборы его делегатов. Они разделились на три группировки: Сециссионистов (к ним принадлежали губернатор и обе сенатора), условных юнионистов (к ним относились Донифан, Прайс, экс-губернатор Стюарт и Джон Фелпс) и безусловных юнионистов (таковым был конгрессмен Фрэнсис Блэр). 99 делегатов конвента собрались в Джефферсон-Сити в конце февраля и избрали Стерлинга Прайса председателем. 9 марта конвент объявил о нежелательности сецессии. Делегат Джеймс Мосс предложил резолюция, утверждающую, что Миссури не окажет помощи Северу в случае войны с Югом, но она не была принята. 22 марта конвент прекратил работу.

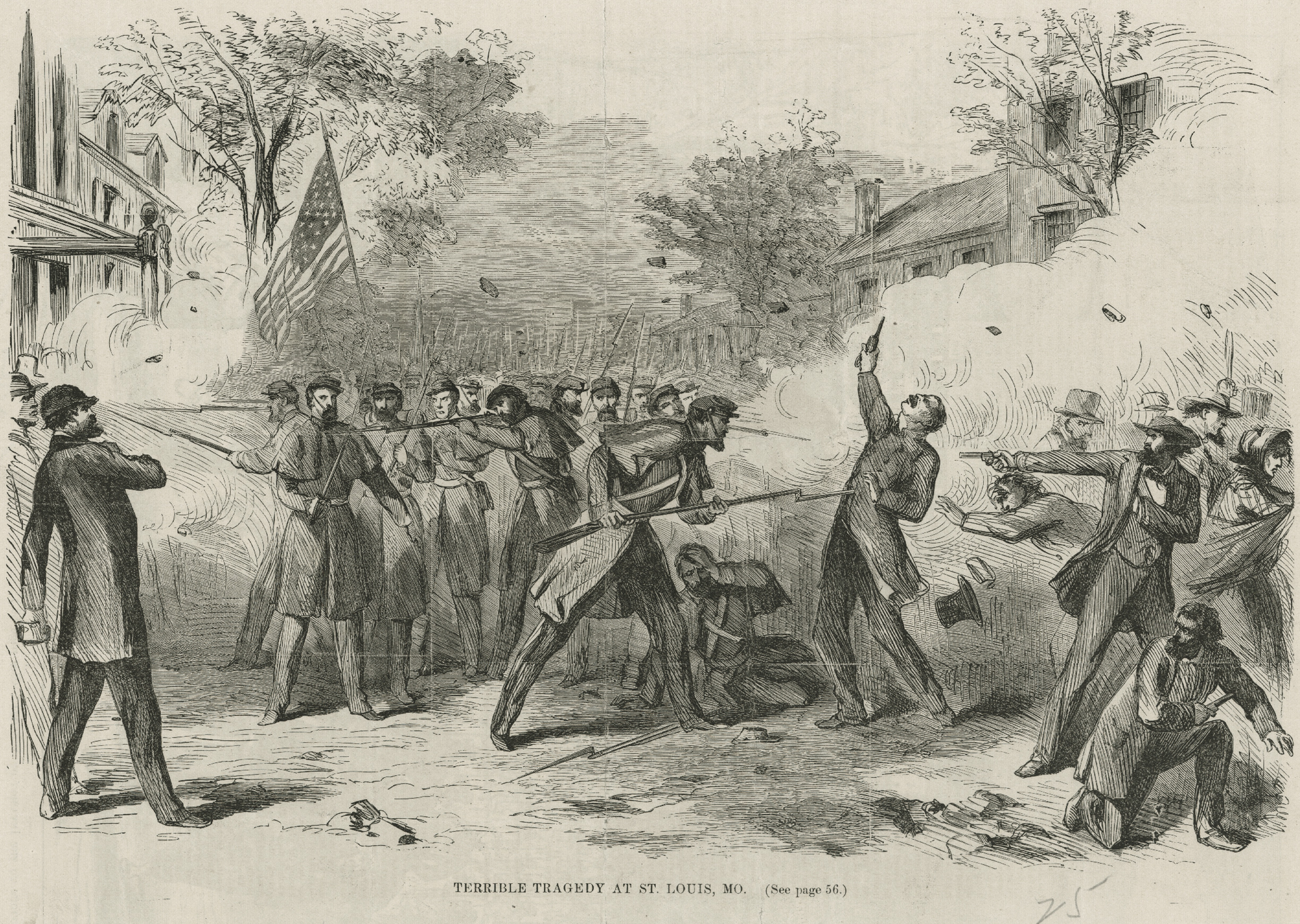
Инцидент в Кэмп-Джексоне

13 апреля произошло сражение за форт Самтер в Южной Каролине, на следующий день президент Линкольн издал прокламацию о наборе добровольцев, и от Миссури было запрошено четыре пехотных полка. Губернатор Джексон ответил, что не выставит ни единого человека на такое предприятие. 20 апреля отряд миссурийцев без боя занял федеральный арсенал в Либерти и забрал оттуда 1500 ружей и 30 пушек. В это время в арсенале Сент-Луиса генерал Натаниель Лайон узнал, что в Миссури доставлено оружие из Луизианы и находится в лагере миссурийских ополченцев Кэмп-Джексон. Предполагая, что в лагере собрались заговорщики, генерал Лайон, на тот момент без контроля вышестоящего начальства, решил напасть на лагерь. 10 мая он окружил лагерь и арестовал всех ополченцев, но его военные открыли огонь по толпе гражданских, убив 28 человек.
Инцидент в Кэмп-Джексоне изменил настроения в штате, который на тот момент почти полностью смирился с федеральной политикой. Ассамблея сразу приняла закон о созыве ополчения, который до этого рассматривала много дней. Тысячи миссурийцев, ранее лояльных Союзу, стали записываться в ополчение. К ним присоединился Стерлинг Прайс, которому губернатор присвоил звание генерал-майора. Генерал Уильям Харни, когда прибыл в Сент-Луис из Вашингтона, одобрил действия Лайона и стал формировать федеральную армию. Ряд граждан стали добиваться соглашения о нейтралитете, поэтому Харни встретился с Прайсом и они заключили договор Харви-Прайса. Это вызвало негодование генерала Лайона, который обратился с жалобой к президенту Линкольну. Рассмотрев это дело, Линкольн отстранил Харви от командования департаментом и назначил Лайона на его место. По настоянию жителей штата 11 июня произошла новая встреча между губернатором и Лайоном. Губернатор согласился распустить ополчение, если федеральные войска не будут оккупировать штат. В ответ Лайон заявил, что он готов убить всех мужчин, женщин и детей штата, чем допустить такое, и официально объявил губернатору войну.

## Гражданская война

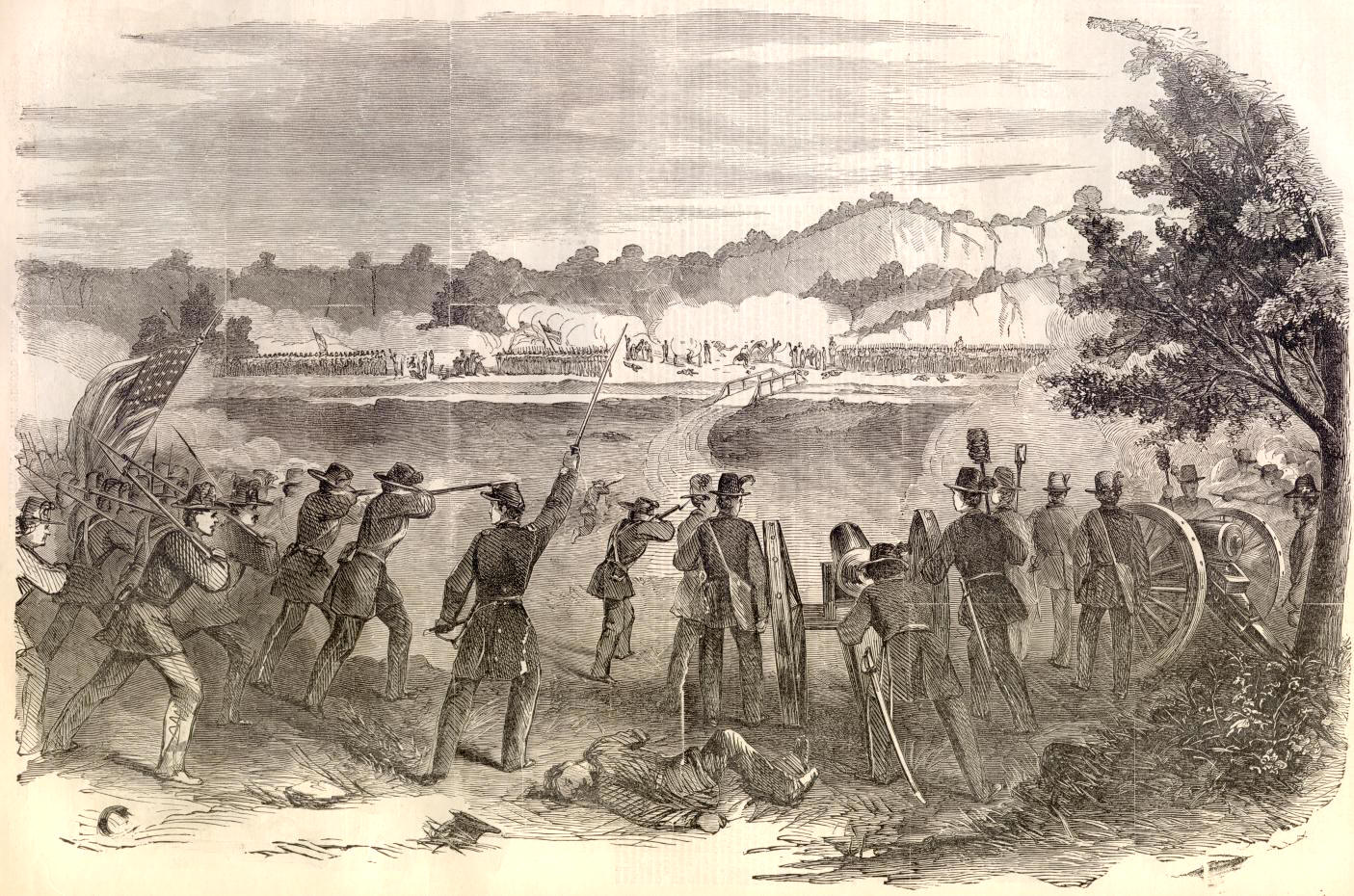
Сражение при Картедже

Губернатор Джексон вернулся в Джефферсон-Сити, где издал прокламацию с подробным описанием переговоров, и призвал 50 000 добровольцев в войска штата. Местом сбора назначили Бунвилл, который был боле удобен для обороны. 13 июня туда переехало правительство штата, которое с этого момента стало правительством в изгнании. Через два дня Лайон прибыл в Джефферсон-Сити, оставил там гарнизон и сразу пошёл вверх по реке к Бунвиллу. Одновременно федеральный отряд из Канзаса начал наступать на Лексингтон. Прайс с частью армии ушёл к Лексингтону, а 17 июня Лайон подошёл к Бунсвиллу и произошло сражение при Бунвилле, в котором федералы быстро разбили миссурийских ополченцев. Прайс велел всем войскам отступать к южной границе, где можно было рассчитывать на помощь из Арканзаса. Лайон отправил на перехват 900 миссурийских лоялистов (в основном немцев) под командованием полковника Франца Зигеля. Тот нагнал миссурийцев и произошло Сражение при Картедже, в котором миссурийцам удалось разбить отряд Зигеля.
Погода и проблемы снабжения задержали Лайона в Бунвилле, а тем временем в Миссури прибывали федеральные войска из Канзаса, Айовы и Иллинойса. 25 июля командование Западным департаментом принял Джон Фримонт, который сконцентрировал усилия на обороне реки Миссисипи и не стал помогать Лайону в его наступлении на юго-запад, где в это время Прайс пытался сформировать свою армию. На помощь ему прибыл генерал Бенжамин Маккалох, которому было приказано оборонять Арканзас. Он видел в Лайоне угрозу Арканзасу и по этой причине был готов помочь Прайсу. В начале августа армия Прайса-Маккалоха, численностью около 13 000 человек, подошла к Спрингфилду. Лайон, который надеялся на своё превосходство в вооружении, 10 августа атаковал противника, и произошло сражение при Уилсонс-Крик. Федеральная армия была разбита, а сам Лайон погиб. Командование перешло к Самуэлю Стёрджису, который отвёл остатки армии в Спрингфилд, а затем в Роллу. Прайс надеялся решительным наступлением выбить противника из Миссури, но Маккалох не имел полномочий на ведение войны в штате, который официально не покинул Союз, и он вернулся в Арканзас.
Между тем 22 июля в Джефферсон-Сити снова собрался конвент, который вместо Прайса возглавил юнионист Роберт Уилсон. Конвент избрал новым губернатором штата Гамильтона Гэмбла, назначил выборы новых чиновников, и фактически стал исполнять функции Ассамблеи штата. Население в целом подчинилось этой новой власти. Тем временем Прайс двинулся к реке Миссури и в сентябре осадил город Лексингтон, гарнизон которого сдался через два дня. Из Лексингтона губернатор Джексон призвал созвать 21 октября альтернативный конвент. На конвенте был принят акт о сецессии и избраны две сенатора в сенат Конфедерации: Джон Кларк и Роберт Пейтон. Конфедерация признала выход из Союза, а Конгресс США не признал. Генерал Фримонт в это время попал под жёсткую критику за поражение под Лексингтоном и лично принял командование войсками. Он начал наступление на Прайса, но не успел: 24 октября он был снят с должности и его место занял генерал Дэвид Хантер.
Хантер отменил наступление на Прайса и вернул армию в Роллу и Седалию. Через неделю его перевели в Канзас, а Миссурийский департамент возглавил Генри Халлек. В начале 1862 года он поручил генералу Самуэлю Кёртису покончить с Прайсом.  Тот собрал армию в 12 000 человек (квартирмейстером которой был Филип Шеридан) и 26 января 1862 года начал наступление. Прайс покинул Спрингфилд и отступил в Арканзас. 17 февраля Кёртис пересёк границу Арканзаса. 7 марта произошло сражение при Пи-Ридже. Армия юга была разбита и отступила вглубь Арканзаса. Угрозы со стороны Конфедерации больше не было, и лишь небольшие стычки с партизанами происходили теперь на территории Миссури. 5 000 миссурийцев армии Прайса ушли вместе с ним в Теннесси. Губернатор Джексон умер 7 декабря в Литтл-Рок. Узнав об этом, вице-губернатор Рейнолдс вернулся из Южной Каролины и принял на себя обязанности губернатора. Он поселился в Литл-Рок, а после его захвата федералами переместился в Техас.
Война прервала строительство Тихоокеанской железной дороги, и только в 1864 году его возобновили. В 1865 году 272 мили железной дороги соединили Сент-Луис и Канзас-Сити.

## Послевоенный период

### Эпоха реконструкции

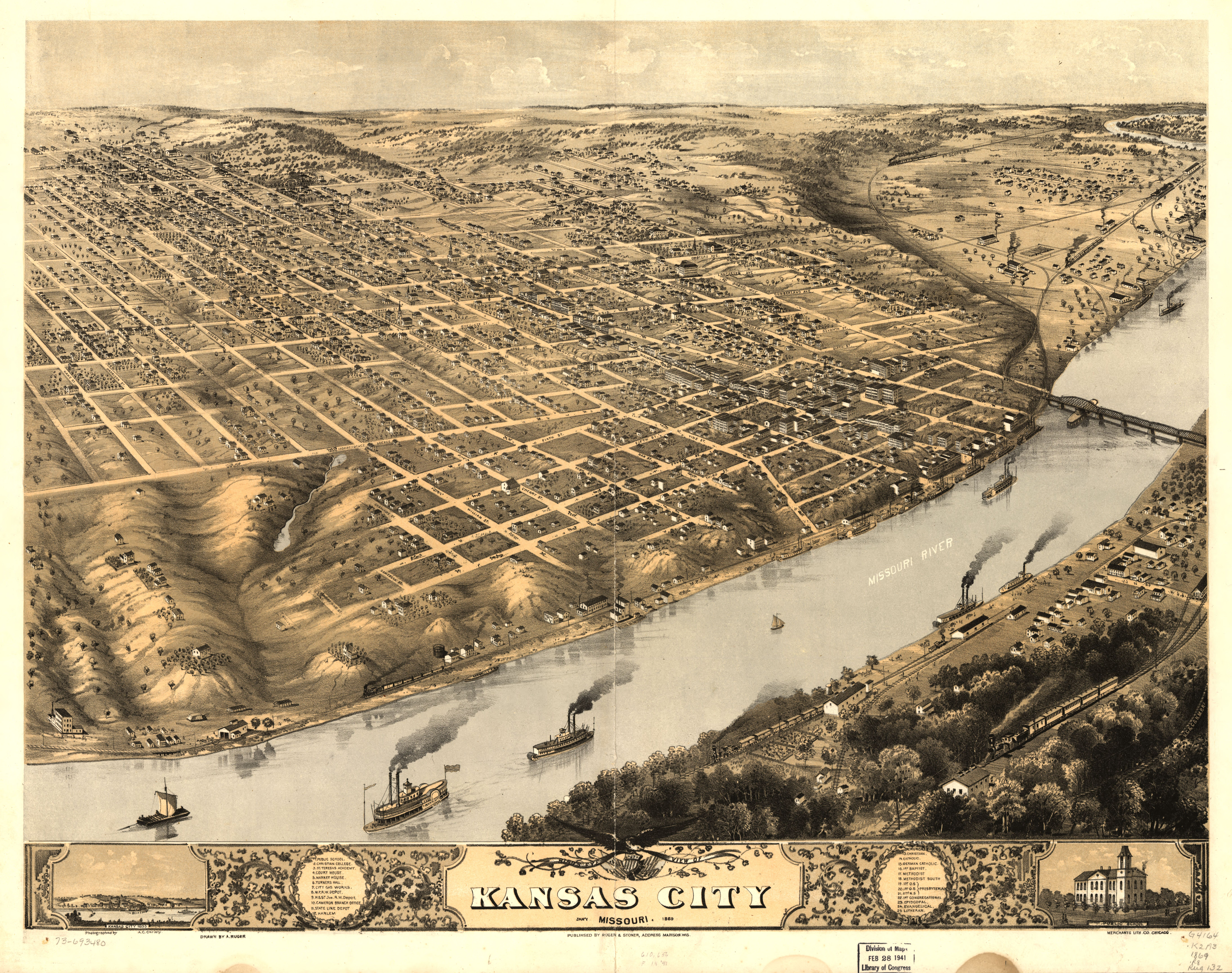
Канзас-Сити в 1869 году.

Рейд Прайса завершился незадолго перед тем, как в Миссури прошли президентские и губернаторские выборы. Рейд не смог их сорвать. На губернаторских выборах победил республиканец Томас Флетчер, соперником которого был Томас Прайс, лишь однофамилец Стерлинга Прайса, но это сходство испортило его репутацию. На президентских выборах Авраам Линкольн победил в Миссури с большим отрывом. Радикальные республиканцы захватили обе палаты Ассамблеи. Это были в основном молодые люди без опыта в политике. На этих же выборах было одобрено предложение собрать конвент штата и были избраны его делегаты, большинство из которых тоже было радикальными республиканцами. Конвент собрался в начале января 1865 года и подавляющим большинством голосов принял (11 января) постановление об освобождении рабов в штате. С этого времени 11 января стало отмечаться в Миссури как День освобождения (Manumission Day). Помимо этого, конвент должен был принять закон о лишении права голоса всех, несогласных с политикой Союза и внести несколько поправок в конституцию, но лидер республиканцев на конвенте и его вице-президент, Чарльз Дрейк, убедил их принять полностью новую конституцию.

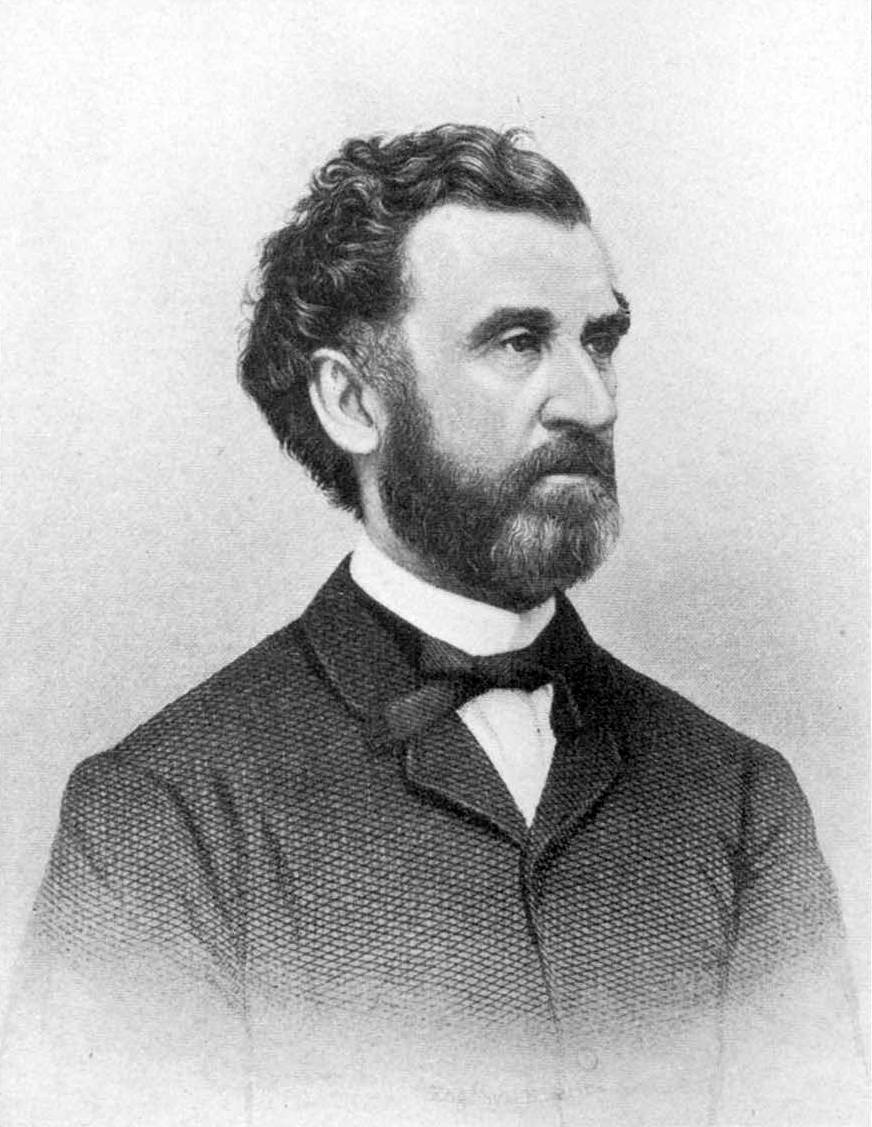
Чарльз Дрейк

Несмотря на сопротивление оппозиции, предложение создать новую конституцию было принято конвентом 29-ю голосами «за» при 19 голосах «против». Частью новой конституции стала «нерушимая клятва», которая давала право голосовать и занимать административные посты.  Конституция Дрейка вводила настолько жёсткие правила, что её стали называть Драконовскимои законами. 8 апреля 1865 года конституция была принята конвентом (38-23), а в начале июня вынесена на референдум. гражданские проголосовали с небольшим перевесом против конституции, но военные проголосовали в основном за и тем обеспечили большинство голосов. 4 июля новая конституцию вступила в силу. Споры на этом не прекратились. Особенно много критики вызывала «Нерушимая клятва». Многие священники считали, что она нарушает свободу вероисповедания, и отказывались её приносить. Конфликт затянулся на 1866 и 1867 год. Клятву отказался приносить и Фрэнсис Блэр, который стал лидером оппозиции. По его инициативе в октябре 1867 года был созван конвент всех противников новой конституции. Разногласия привели к росту беспорядков в штате, так что губернатор запросил помощи у федеральной армии. Дрейку удалось выдержать все атаки оппозиции и остаться ведущим политиком в штате.
В начале 1867 года республиканцам, несмотря на ряд разногласий, удавалось сохранять единство, и они выдвинули Дрейка в сенаторы, а так же приняли 15-ю поправку, которая дала право голоса чернокожим. В сенате США в это время началась борьба за импичмент президента Джонсона, но миссурийский сенатор Джон Гендерсон вопреки воле партии проголосовал против импичмента, чем отсрочил отставку президента, но и разозлил миссурийских республиканцев.В это время приближались президентские выборы 1868 года, на которых республиканцы выдвинули кандидатом Улисса Грата, а демократы — Горацио Сеймура и миссурийца Фрэнсиса Блэра. На президентских выборах победил Грант, на губернаторских Джозеф Маккларг, и на том же голосовании миссурийцы проголосовали против ратификации 15-й поправки (74053 против и 55236 за поправку). Это событие раскололо республиканцев, который не знали, как действовать дальше. Одновременно было принято решение вывести из сената Гендерсона, и начались споры о его преемнике. Сторонники Дрейка проиграли эту борьбу, а сенатором был избран Карл Шурц.
Легислатура приняла решение вынести на референдум вопрос отмены «Нерушимой клятвы» и возвращения избирательных прав бывшим конфедератам. Голосование было назначено на ноябрь 1870 года, и ему предшествовала ожесточённая борьба. Республиканцы собрались на конвент в августе 1870 и высказались за переизбрание губернатора Маккларга. Либеральные республиканцы, которых возглавил Карл Шурц, покинули конвент, выступили за немедленное возвращение избирательных прав и выдвинули в губернаторы Бенжамина Брауна. На голосовании Браун победил с большим перевесом, а либеральные республиканцы захватили большинство мест в Сенате и Палате представителей. Это позволило им отменить все ограничительные законы, введённые Дрейком. Это дало прибавку в 112 276 голосов на выборах 1872 года.

### Позолоченный век
Сайлас Вудсон стал губернатором в январе 1873 года,и в том же году начался кризис 1873 года, который начался весной в Нью-Йорке и дошёл до Миссури к сентябрю. Летом того же года в Миссури началась засуха, которая продлилась 18 месяцев. Одновременно среди населения страны росло недовольство железнодорожными компаниями и начались призывы к регулированию их деятельности. Всё это привело к тому, что фермеры запада начали объединяться в союзы, которые стали известны под названием Грэндж. Миссурийский Грэндж был основан в мае 1873 года, стал стремительно расти и к февралю 1874 года количество его низовых ячеек увеличилось до 1732. Через год их количество достигло 2009, и Миссурийский Грэндж стал самым крупным в стране. Губернатор Вудсон пошёл навстречу требованиям фермеров и предложил ввести ряд мер по регулированию железнодорожных кампаний, но железнодорожное лобби в легислатуре не дало им хода. Тогда в сентябре 1874 года фермеры (четверть из которых была гренджистами) собрались на конвент и объявили о создании собственной партии, которую назвали Народной партией. Она выдвинула Уильяма Джентри кандидатом в губернаторы на выборах того года. Республиканцы не стали выдвигать своего кандидата, а демократы выдвинули Чарльза Хардина. На выборах Хардин победил с большим отрывом, а демократы захватили все места в Палате представителей США.
На тех же выборах 1874 года миссурийцы дали согласие на созыв нового конституционного конвента. 26 января 1875 года были выбраны 68 делегатов (по два от каждого сенатского округа), в основном демократов. Они собрались в Джефферсон-Сити 5 мая и избрали Вальдо Джонсона, некогда офицера армии Стерлинга Прайса, председателем конвента. За три месяца работы они создали новую, довольно консервативную конституцию. Полномочия губернатора были расширены за счёт полномочий легислатуры. Под влиянием грейнджеров конституция вводила новые законы о корпорациях (в основном железнодорожных). 2 августа конвент единогласно проголосовал за Новую конституцию. 30 октября она была одобрена референдумом, на котором явка была невысока. С этого момента началось тридцатилетнее доминирование консерваторов в Миссури.
Губернатор Хардин в свой срок призывал сделать правительство штата более эффективным и дешёвым. Он сокращал расходы на госаппарат, предлагал сдавать внаём труд заключённых, чтобы окупить их содержание, и старался повысить налоговые сборы с железнодорожных кампаний. При нём в 1875 году Миссури пережил нашествие саранчи, но губернатор не стал применять радикальных мер. В том же году Фрэнсис Кокрелл, бывший генерал армии Конфедерации, был выбран в сенат вместо Карла Шурца. Он впоследствии переизбирался несколько раз до 1905 года. Выборы 1876 года стали триумфом демократов: на президентских выборах в Миссури победил демократ Сэмюэль Тилден, а на губернаторских демократ Джон Фелпс (полковник федеральной армии в годы войны) легко победил соперника-республиканца. Демократы захватили обе палаты Ассамблеи и всю делегацию в Конгрессе. Однако, демократов встревожило то, что на выборах 1876 года появилась третья партия, Гринбекеры, хоть она и не получила широкой поддержки.

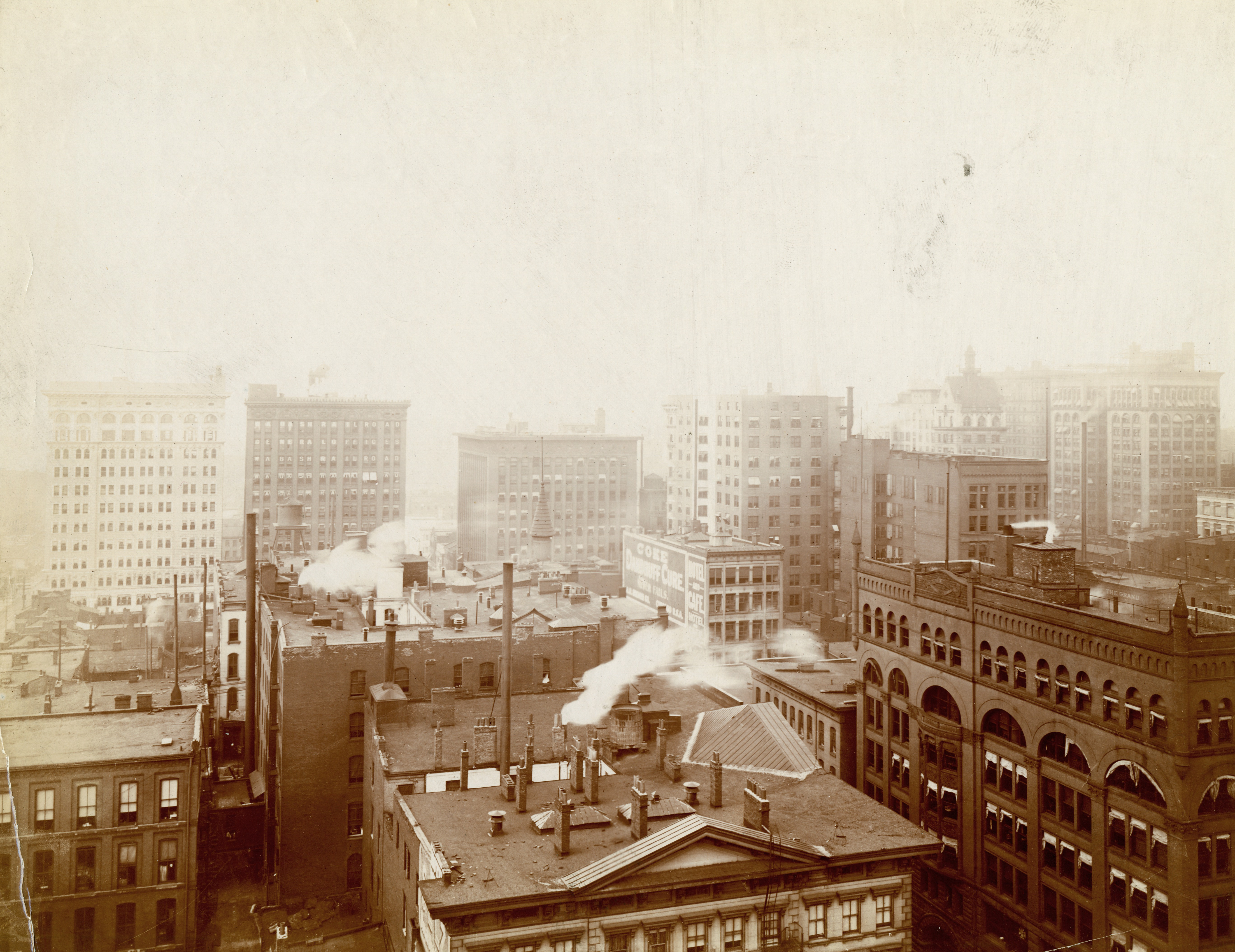
Сент-Луис в 1890 году.

На губернаторских выборах 1880 года победил Томас Криттенден, тоже бывший полковник федеральной армии. При нём штат оправился от последствий кризиса 1873 года, и без осложнений перенёс засуху 1881 года. Население росло, и Миссури стал 5-м по населённости штатом США. В 1881 году губернатору удалось покончить с Бандой Джеймса, которая много лет портила репутацию штата. На губернаторских выборах 1884 года было три кандидата: демократы выставили кандидатуру бывшего генерала Конфедерации Джона Мармадюка, гринбекеры с республиканцами выдвинули Николаса Форда, и своего кандидата выдвинула партия сторонников Сухого закона. Мармадюку пришлось иметь дело с забастовками железнодорожных рабочих и он настаивал на более жестком регулировании железнодорожных компаний. Усиливалось и движение против алкоголизма.  1887 году в Миссури приняли Local Option Law, разрешающий каждому городу самостоятельно вводить у себя Сухой закон. Мармадюк стал популярным губернатором, но он умер на своём посте в декабре 1887 года.
Остаток срока Мармадюка отслужил вице-губернатор Альберт Морхауз. На президентских выборах 1888 года Миссури поддержал Гровера Кливленда, который выступал за снижение пошлин на ввозимые товары. Губернатором в том году был избран Дэвид Фрэнсис, который победил кандидатов от республиканцев, прогибиционистов и Партии труда. В 1892 году сформировалась Популистская партия, которая выдвинула своего кандидата на губернаторских выборах, о победил демократ Уильям Стоун.  При нём Движение за свободную чеканку серебряных монет породило раскол в рядах демократической партии; республиканцы воспользовались этим и на выборах 1894 ода провели в Конгресс 10 делегатов и 15-ти. Споры о свободной чеканки стали основным вопросом президентских выборов 1896 года. "Серебряный демократ" Уильям Брайан стал кандидатом в президенты и победил в Миссури с большим перевесом и набрал много голосов на Юге, но Маккинли победил за счёт голосов штатов Дальнего запада. Губернатором был избран демократ Лоуренс Стивенс.
Конфликт с Испанией из-за Кубы, начавшийся в 1898 году, широко обсуждался в Миссури, поскольку многие миссурийцы торговали кубинскими товарами. Когда началась Испано-американская война, Миссури выставил пять пехотных полков по первому призыву и ещё один по второму. Всего в войне участвовали 8 109 миссурийцев, в их числе лейтенант Джон Першинг.

## XX век

### Эпоха прогрессивизма
К началу 1900 года трамвайный бизнес в Сент-Луисе быстро монополизировался, что привело к формированию рабочих профсоюзов. 7 марта профсоюзы потребовали признания, и когда одна из компаний отказала, то 29 апреля началась Трамвайная забастовка в Сент-Луисе. Властям пришлось привлекать добровольцев для помощи полиции, что привело к перестрелкам с жертвами. Конфликт удалось уладить 2 июля при содействии юриста Джозефа Фолка. Забастовка показала силу профсоюзов, выявила симпатии населения, и стала началом политической карьеры Фолка. Осенью прошли губернаторские выборы, на которых победил демократ Александр Докери, за год до этого покинувший Конгресс. На этих же выборах Фолк был выбран окружным прокурором и сразу же начал расследовать нарушения на выборах. 17 демократов и 15 республиканцев попали под обвинения. Одновременно Фолк отказался подчиняться партийному боссу Батлеру и действовать в его интересах.
Разобравшись с коррупцией на выборах, Фолк взялся за коррупцию в самоуправлении Сент-Луиса. В 1902 году он стал расследовать коррупционную сделку 1900 года между транспортными компаниями и Ассамблеей города. Фолк начал несколько дел против Батлера, и хотя ему не удалось добиться обвинительного вердикта, он существенно ослабил влияние Батлера на политику Сент-Луиса. В 1903 году ему удалось добиться отставки вице-губернатора Ли и вынудить нескольких членов администрации уйти из политики. Фолк, как свойственно прогрессивистам, боролся с нездоровыми социальными явлениями в целом: с азартными играми, с недостатками здравоохранения и подозрительными инвестициями. Общество поддержало Фолка, письма с одобрением его работы писали Теодор Рузвельт и лидеры обеих партий. Возникли предложения выдвинуть его в губернаторы и даже в президенты. В 1903 году развернулась ожесточённая борьба за то, чтобы не дать Фолку пройти в кандидаты, но несмотря на многочисленные нарушения на голосованиях, Фолк далеко обошёл всех конкурентов. На выборах 1904 года Фолк был избран губернатором, а на президентских выборах победил Теодор Рузвельт.
...

### I Мировая война

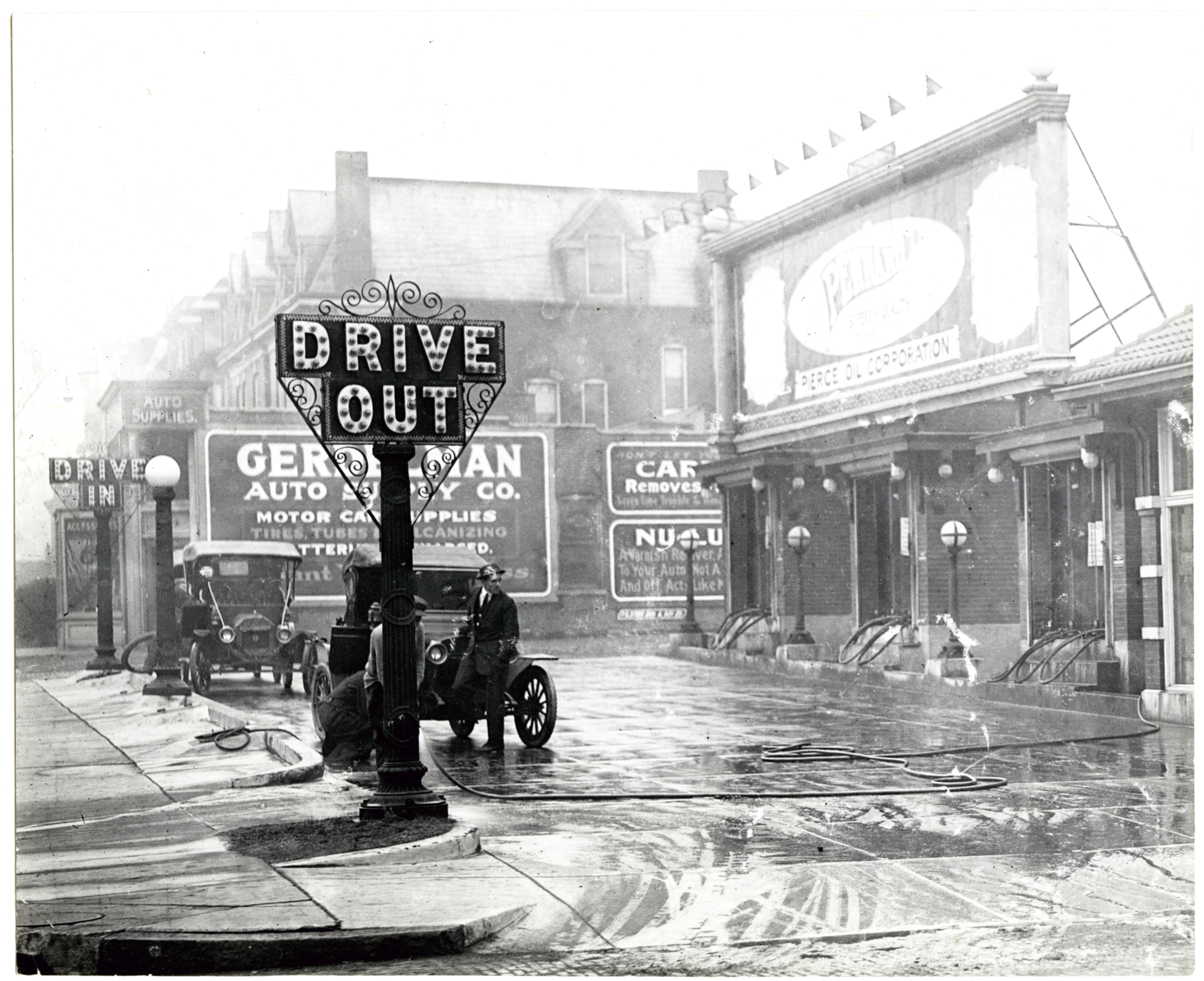
Первая автозаправка в Сент-Луисе в 1916 году.

После того, как в 1914 году в Европе началась Первая Мировая война, в Миссури настали трудные времена. 11% населения штата были немцами в первом или втором поколении, а еще 100 000 человек были ирландцами, которые не симпатизировали Англии и Франции. Идея нейтралитета была популярна в Миссури, и даже возникли крупные организации немцев (обычно антибритански настроенные), которые пропагандировали полный нейтралитет. Когда Конгресс создал агентство по торговле с Европой, только миссурийский сенатор Стоун (председатель сенатского комитета по международным отношениям) поддержал эту меру. В 1916 году Конгресс постановил увеличить армию и нацгвардию, и на этот раз почти все конгрессмены от Миссури поддержали законопроект. Подготовка к войне стала основным предметом споров на выборах 1916 года: Вудро Вильсон выступал за нейтралитет, а его соперника Чарльза Хьюза изображали сторонником войны. Вильсон победил в Миссури, набрав 50% голосов избирателей, и сразу же призвал воюющие стороны к миру, но Германия уже в январе объявила неограниченную подводную войну. 3 февраля 1917 года сенатор Стоун уговаривал президента не разрывать отношения с Германией, но на следующий день они были разорваны, а в апреле США объявили Германии войну. Стоун был против этой меры, но поддержал решение Конгресса, полагая, что быстрая война поможет восстановить мир.
В Миссури ещё до войны начали совершенствовать сельское хозяйство, поэтому много было готово для главного аспекта военной экономики: производству и хранению продовольствия. Сразу после вступления в войну в Миссури был создан Совет обороны под руководством Фредерика Мамфорда. Совет занимался всеми вопросами военной экономики в штате. Мамфорд привлёк 12 000 миссурийцев к организации мобилизации. Заготовка продовольствия была главной целью совета: он добился увеличения производства зерна и мяса, и одновременно сокращения потребления этих продуктов. Штат привлекал к работе женщин, стараясь заменить ими часть рабочих мест. Для экономии зерна были введены "дни без пшеницы" (понедельник и среда), пропагандировалась необходимость производить как можно больше зерна и как можно быстрее продавать его государству. Миссури переместился с 14-го места на 5-е по объёму производства зерновых.
Вместе с тем администрация Вильсона обошла стороной Миссури при распределении выделанных на военную экономику средств: из 541 военного сооружения только два были построены в Миссури. Отчасти поэтому миссурийцы разочаровались в администрации Вильсона и Демократической партии и в 1920-х годах голосовали в основном за республиканцев.
Национальная гвардия Миссури была расширена с 5 000 до 14 000, объединена с нацгвардией Канзаса и включена в 35-ю дивизию. Она тренировалась в Оклахоме, потом была переведена в Нью-Йорк, а 17 мая 1918 года высадилась во Франции, где принимала участие в Сен-Миельской операции. Мобилизованные миссурийцы были отправлены в Канзас, где их включили в 89-ю дивизию. К концу войны 156 232 миссурийцев прошли военную службу, из них  11 172 не вернулись домой. 1270 из них погибли в боях; 5 миссурийцев получили Медаль почёта. 12 340 человек дезертировали из армии, что было заметно ниже среднего уровня дезертирства.
Самым известным миссурийцем той войны стал «Чёрный Джек» Першинг, который возглавил Американский экспедиционный корпус в Европе. Позже прославился другой участник войны, офицер миссурийских гвардейцев, Гарри Трумэн, впоследствии президент США.

### Ревущие двадцатые

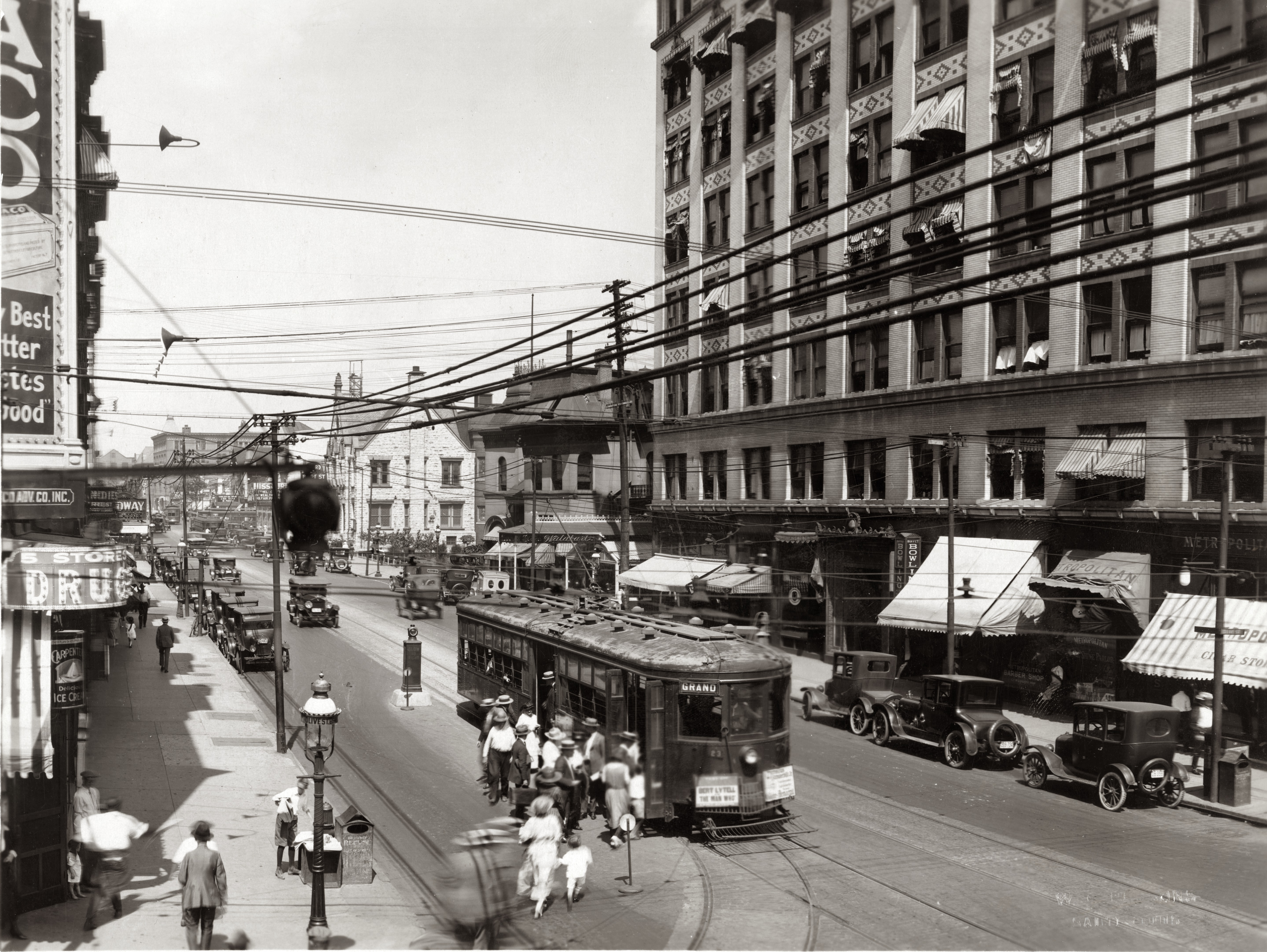
Гранд-авеню в Сент-Луисе в 1921 году.

В начале 1920-х годов США пережили небольшую рецессию, а затем начался период экономического роста, известный как «ревущие двадцатые», но этот рост проявился в Миссури слабее, чем в других штатах. Миссури оставался зависим от сельского хозяйства, а оно в те годы переживало трудные времена. Промышленность штата развивалась слабо, правительство тратило деньги только на строительство дорог, и они  заметно улучшились, но не дали экономического роста. За 1920 года население США выросло на 16%, а население Миссури только на 6%, достигнув 3 629 367 человек к 1930 году, что переместило штат с 9-го место на 10-е, пропустив вперёд Нью-Джерси. Миссури стал слабее привлекать мигрантов: около полумиллиона его жителей переехали в другие штаты, а приток иностранных мигрантов снизился. Рождаемость в Миссури стала ниже средней, а смертность выше, в основном из-за антисанитарии в сельской местности.
Главным достижением Миссури в 1920-х годах стала система автомагистралей. С 1923 по 1928 год правительство штата потратило на них 113 миллионов долларов. Дополнительные деньги были потрачены федеральным правительством по программе создания Системы нумерованных автомагистралей. Миссурийцы стали покупать больше автомобилей, строить бензоколонки и ремонтные мастерские. Появился автомобильный туризм, кэмпинги, и система питания для туристов. Появилась и новая угроза жизни в виде автомобильных аварий. В Миссури появились рейсовые автобусы и грузовые перевозки. Всё это повредило мелким городам: трассы обошли их стороной, а людям стало удобнее покупать товары в крупных городах, чем в мелких.

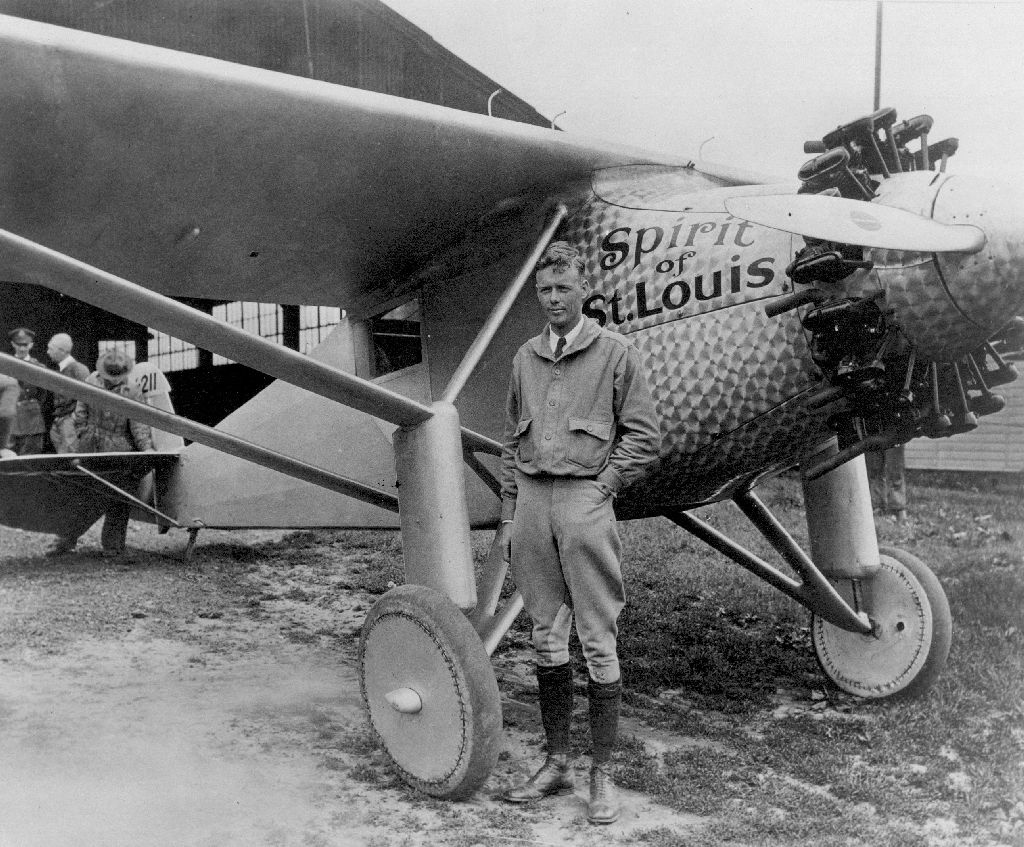
Чарльз Линдберг и «Spirit of St. Louis»

В 1920-х годах общественные симпатии в Миссури качнулись в пользу республиканцев, и с 1920 по 1932 год миссурийцы голосовали за губернаторов и президентов от республиканской партии. На президентских выборах 1920 года они проголосовали за Уоррена Хардинга (он набрал 55%), а на выборах губернатора в том году победил Артур Хайд. При нём было решено созвать конвент для внесения поправок в конституцию штата. Он собрался летом 1922 года и разработал 21 поправку, из которых были одобрены только 6. В том же 1922 году демократам удалось улучшить свои позиции в Конгрессе, и одновременно в Миссури они отбили несколько постов, а  сенатор-демократ Джеймс Рид был переизбран на новый срок.
На президентских выборах 1924 года в Миссури победил республиканец Кальвин Кулидж, набравший 50% голосов избирателей, а на губернаторских победил республиканец Сэм Бэйкер. Борьба с Ку-Клукс-Кланом и снижение налогов была основой предвыборной программы миссурийских республиканцев в том году. Они избрали всех высших должностных лиц и полностью захватили нижнюю палату легислатуры, а демократы усилились в нижней палате: там теперь было 23 демократа и 11 республиканцев.
В 1925 году авиатор Чарльз Линберг начал работать на почтовых авиаперевозках на линии Сент-Луис-Чикаго, и задумался о перелете через Атлантику. Ему удалось собрать деньги у миссурийских коммерсантов и построить самолет «Spirit of St. Louis», на котором он пролетел из Сан-Диего в Сент-Луис, затем в Нью-Йорк, а затем через Атлантику в Париж, куда прилетел 21 мая 1937 года. Он стал героем по обе стороны океана, но особенно в Сент-Луисе. Полёт Линдберга стимулировал авиастроение по всей стране, но не смог ощутимо ускорить развитие самого Сент-Луиса.
На президентских выборах 1928 года боролись Герберт Гувер и Эл Смит, и Миссури проголосовал в массе за республиканца Гувера, хотя Смит победил в Сент-Луисе. На губернаторских выборах того года победил республиканец Генри Колфилд. В своей инаугурационной речи он обратил внимание на несправедливость и антиконституционность расовой сегрегации в образовании, подняв таким образом вопросы, который впоследствии приведут к движению за интеграцию учебных заведений. Колфилду удалось оптимизировать расходы правительства штата и создать в Миссури Дорожный патруль.

### II Мировая война
В начале 1940-х годов экономика Миссури пошла на подъём, но ещё не достигла уровня 1929 года. Объём промышленного производства достиг $600 миллионов, что было меньше, чем $800 миллионов в 1929 году. Между тем война в Европе вызывала всё большую тревогу, а Трумэн, переизбранный в сенат в 1940 году, добился создания специальной комиссии по исследованию обороноспособности страны. Вступление США в войну изменило экономическую ситуацию в Миссури. Безработица исчезла и даже возникла нехватка рабочих рук, так что пришлось проводить кампании про призыву рабочих на производство. Война стимулировала все сектора экономики Миссури, хотя штат так и не вошёл в десятку самых индустриальных штатов: его обгоняли Нью-Йорк, Пенсильвания, Нью-Джерси, Массачусетс и Коннектикут на Востоке, Иллинойс, Огайо, Мичиган, Висконсин и Индиана на Среднем Западе, Северная Каролина и Техас на Юге и Калифорния на западе. Это стало причиной убыли населения в штате: 117 000 миссурийцев уехали на поиски работы в другие штаты. В итоге, с 1940 по 1945 год население Миссури сократилось на 200 000 человек.

### Миссури в 1950-е годы
В 1952 году Фил Донелли повторно принял участие в губернаторских выборах и сумел победить, несмотря на то, что на президентских выборах того года избиратели предпочли республиканца Эйзенхауэра. Он не придавал большого значения расовым вопросам, однако сразу дал понять, что не будет бороться за сохранение сегрегации. Однако, уже в 1954 году Верховный суд США в деле Браун против Совета по образованию объявил сегрегацию в школах антиконституционной. На тот момент в Миссури было 710 000 школьников, и из них 63 100 были чернокожими. По запросу губернатора генеральный прокурор штата Долтон объявил, что прописанная в конституции штата сегрегация школ недействительна, и не будет обязательной. Ассамблея велела школам интегрироваться любыми способами на их усмотрение. Интеграция прошла без скандалов, несмотря на сопротивление отдельных школ. Она избавила школы от необходимости обеспечивать отдельную доставку чернокожих учеников и от необходимости содержать отдельные классы. Но при этом многие чернокожие учителя остались без работы. В целом, интеграция прошла в Миссури легче, чем во многих других штатах Юга, и к 1968 году 95% школ были интегрированы.
Донелли хорошо сработался с республиканским большинством в Ассамблее; он создал внепартийную Малую Комиссию Гувера для реформы администрации и компенсации недочётов конституции 1945 года. Она разработала 122 рекомендации, но Ассамблея одобрила лишь некоторые. Административный аппарат продолжал расти, но комиссия помогла будущим реформам. Донелли неосмотрительно уволил многих опытных смотрителей в тюрьме Джефферсон-Сити, что привело к перегрузке тюрьмы и бунту в сентябре 1954 года. Донелли покинул пост в 1956 году, и новым губернатором был избран вице-губернатор  Джеймс Блэр.

### Миссури в 1960-е годы

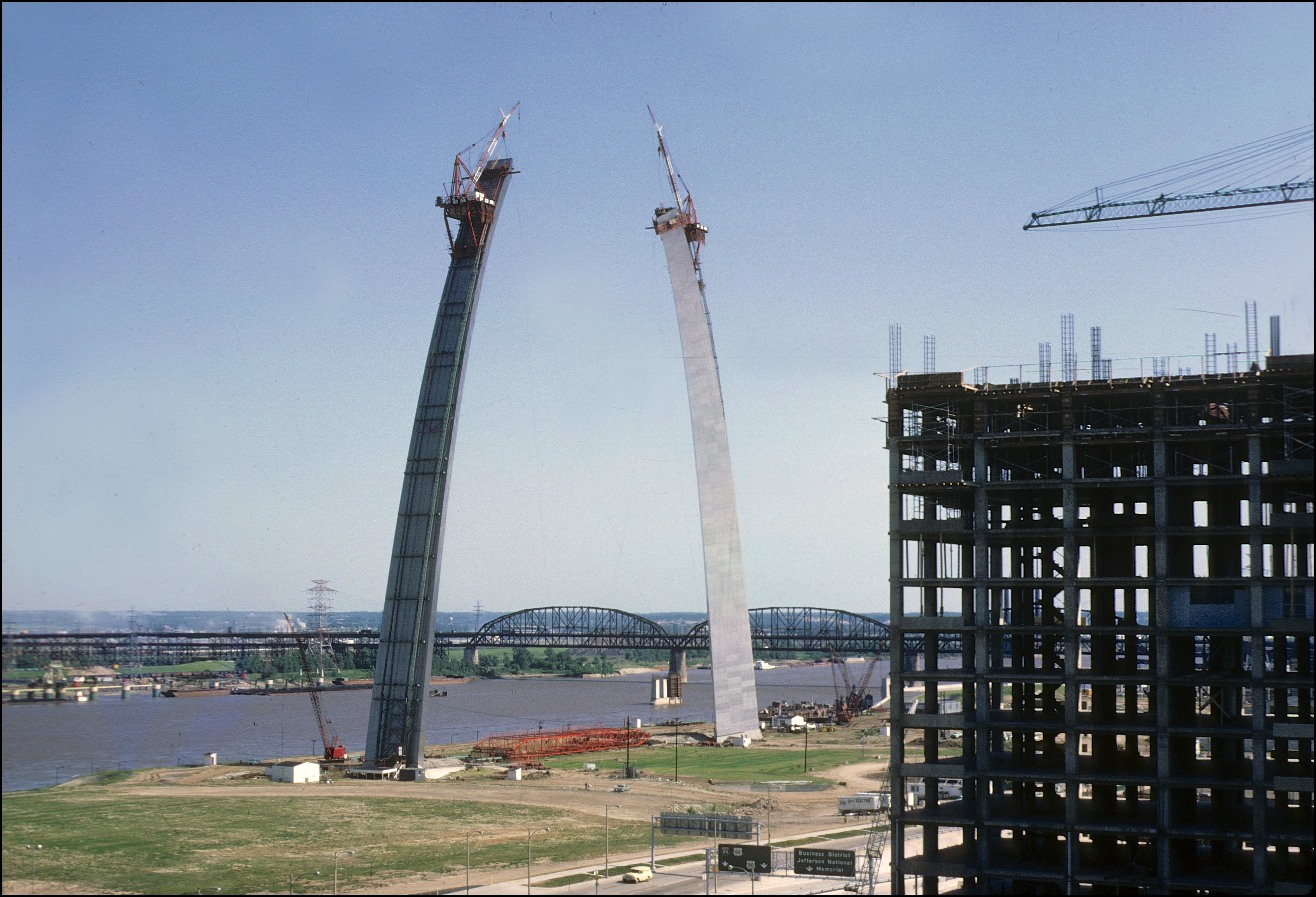
Строительство арки «Ворота на запад», 1965 год.

В 1960 году губернатором стал демократ Джон Долтон, который боролся за это место с 1957 года, и так успешно, что Демократическая партия была вынуждена его поддержать. Он требовал реформы налоговой системы и добился небольшого увеличения налогов на пиво, вино и сигареты, а так же налога на продажи и на бензин. Он добился того, что вождение в нетрезвом виде было признано преступлением (felony) и сделал обязательными ремни безопасности. При нём было построено 294 мили межштатных шоссе. Казна штата была почти пуста в начале его срока, но уходя, он оставил там $122 долларов свободных средств. Он покинул пост в 1965 году и вернулся к юридической пркактика. О нём писали, что он вывел Миссури из застоя послевоенный эпохи.
При Долтоне и его предшественниках власти Миссури старались минимально касаться расовых вопросов. Они не боролись с десегрегацией, а решение о сегрегации школ 1954 года передали на усмотрение региональных властей. Миссури менялся медленно, из-за чего расовые проблемы в штате держались надолго. В 1964 году губернатором стал демократ Уоррен Хернс, который был сторонником Линдона Джонсона и активно поддерживал его на президентских выборах 1964 года. Между тем в Миссури постепенно росло расовое напряжение. Многие учреждения штата были интегрированы, но во многих оставалась расовая сегрегация. Гарлемский расовый бунт 1964 года вызвал тревогу по всей стране, и власти Миссури опасались аналогичных событий в Сент-Луисе или Канзас-Сити. 4 апреля 1968 года в Теннесси  был убит Мартин Лютер Кинг, после чего по США прокатилась волна беспорядков,  а в Канзас-Сити 9 апреля начался расовый бунт, который длился несколько дней. Однако, этот случай остался единственным, и до конца века в Миссури не было инцидентов такого уровня.
В том же году, 25 мая, была торжественно открыта арка «Ворота на запад», которая была задумана ещё в 1933 году, но только в 1961 году удалось найти средства на её возведение. Вопреки пессимистическим прогнозам, проект оказался успешен, он дал Сент-Луису хорошо узнаваемый символ, привлек туристов и стимулировал модернизацию всего центра города.
В 1968 году Хернс пошёл на перевыборы, легко победил конкурентов на праймериз Демократической партии, и без затруднений победил конкурента-республиканца Руза, набрав 1 073 805 голосов избирателей. На президентских выборах того года в Миссури победил Ричард Никсон. В его второй срок количество госслужащих Миссури достигло 30 800, и  выросло бы ещё, если бы Ассамблея не заблокировала некоторые его предложения. Он предлагал поднять налоги, но миссурийцы на референдуме высказались против. К конце срока ему удалось добиться лишь незначительного увеличения налогов для борьбы с инфляцией. Однако, Хернсу удалось стать заметным в масштабах страны: он активно сотрудничал с другими губернаторами, был председателем Конференции губернаторов, и даже вёл переговоры с Советским Союзом. В конце второго срока он предложил поправку к конституции, допускающую третий срок для губернатора, но Ассамблея не приняла её. Хернсу так и не удалось улучшить свою репутацию, и его отдельные достижения оказались забыты.

### Миссури в 1970-е годы
28 декабря 1972 года в Канзас-Сити умер Гарри Труман, самый знаменитый политик в истории штата. Его смерть совпала с концом доминирования демократов и приходом к власти республиканцев. Успехи республиканцев начались в 1968 году, когда Джон Дэнфорд был избран генеральным прокурором штата. Он назначил своими помощниками молодых юристов, многие из которых стали впоследствии крупными политиками. Одним из них был Кит Бонд, который в 1970 году был выбран аудитором штата. В 1972 году он принял участие в губернаторских выборах и с большим перевесом победил кандидата от демократов. Ему было 33 года, и он стал самым молодым губернатором в истории Миссури. Ассамблея штата отнеслась к нему настороженно, считая губернатора и его окружение слишком молодыми, неопытными и самоуверенными. Он был популярным губернатором, его называли восходящей звездой республиканской партии, но на президентских выборах 1976 года он подержал демократа Джеральда Форда, что настроило против него республиканцев. В том же году Джерри Литтон победил на сенатских партийных выборах, но погиб в авиакатастрофе со всей семьёй  3 августа 1976 года. На губернаторских выборах того года Бонд неожиданно проиграл Джозефу Тисдейлу. Однако, республиканцам удалось захватить ряд важных политических постов.
На посту губернатора Тисдейл  оказался объектом нападок со стороны обоих партий. Его осуждали за то, что он уволил многих госслужащих, назначенных Бондом, за организацию благотворительного обеда, и даже его небольшая поездка в Канзас-Сити привела к политическому скандалу. Его называли шутом, демагогом и неудачником. В легислатуре его проекты реформы коммунальных услуг не встретили поддержки, а новых проектов Тисдейл разработать не сумел. Очень много споров вызывали вопросы бюджета. При Бонде штата тратил 2,6 миллиарда, а при Тисдейле расходы взлетели до 4 миллиардов. Это привело к появлению так называемой «Поправке Хэнкока»,  которая ограничивала расходование бюджета и требовала вынесения всех новых расходов на референдум. Эта поправка была принята в 1980 году подавляющим большинством голосов.

### Миссури в 1980-е годы

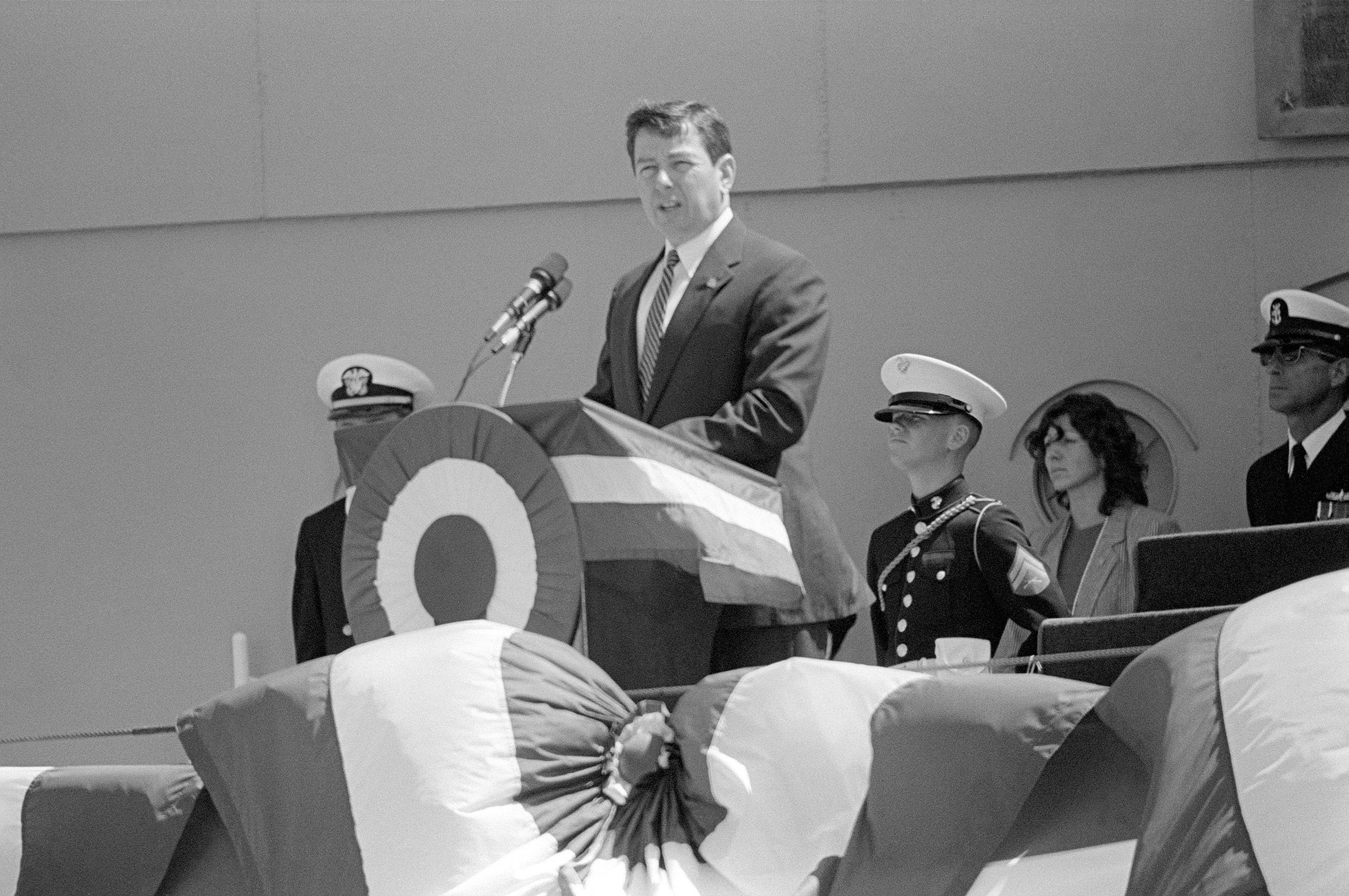
Выступление губернатора Эшкрофта на борту линкора USS Missouri в 1986 году.

Когда наступило время губернаторских выборов 1980 года, Кит Бонд снова вступил в борьбу. Тисдейл победил на демократический праймериз, но не смог сформулировать ясную программу, и это не дало ему победить: Бонд набрал 53% голосов, даже больше, чем Рейган на президентских выборах того года (51%). После этой неудачи Тисдейл навсегда покинул политику.
В свой второй срок Бонд улучшил отношения с легислатурой и даже демократы были готовы к сотрудничеству. Он сменил манеру поведения, стал чаще бывать в Законодательном собрании и общаться с легислаторами. Он пропагандировал жёсткую экономику: по его словам, экономика штата пострадала от избыточных трат при Тисдела, инфляции эпохи Картера и от общего экономического спада первых лет президентства Рейгана. Ему пришлось отступиться от своих предвыборных обещаний создать новые рабочие месте, и наоборот, сократить многих госслужащих. Демократы обвиняли его в избыточной экономии. В 1983 году Бонд объявил, что кризис миновал, и предложил поднять налоги, но легислатура отказала ему. При Бонде Маргарет Келли была назначена на должность аудитора штата, став первой женщиной, назначенной на пост такого уровня в истории Миссури. У Бонда не было ярких достижений, но сам он утверждал, что вывел Миссури из кризиса. Покинув пост губернатора он стал в 1986 году бороться за место в сенате, и легко победил соперника от демократов, Гарриет Вудс (которая в 1984 году стала первой женщиной, выбранной на пост такого уровня).
Победа Бонда над Вудс стала очередной победой в серии успехов республиканцев  в те годы. На губернаторских выборах 1984 года они захватили 4 высших поста в штате из 5-ти, в частности, Джон Эшкрофт победил Кеннета Ротмана (53%—43%) в борьбе за пост губернатора. В инаугурационной речи он призвал легислатуру быть единой командой, поскольку "мы не может позволить себе конфликтовать". Эшкрофту удалось добиться многих своих целей, в основном из-за хорошего экономического положения штата. Доходы всех агентств росли, а расходы на образование достигли рекордного уровня. Эшкрофт вёл активный образ жизни: занимался спортом, водит танк, летал на истребителе, и это, как и его консерватизм, нравилось избирателям: он легко добился переизбрания в 1988 году, победив  Бетти Хернс, жену бывшего губернатора Хернса. Он получил 64% голосов, гораздо больше, чем Джордж Буш (52%) на выборах того года.
В свой второй срок Эшкрофт следовал политике первого срока, кроме того, что начал высказываться в пользу защиты природы. Как консерватор, он выступал против легализации абортов и предлагал ввести тюремное заключение для несовершеннолетних наркоторговцев и убийц. К концу его срока бюджет Миссури достиг рекордного уровня — $10 миллиардов долларов. Эшкрофт сохранил хорошую репутацию, остался в политике и в 1994 году был избран сенатором.

### Миссури в 1990-е годы

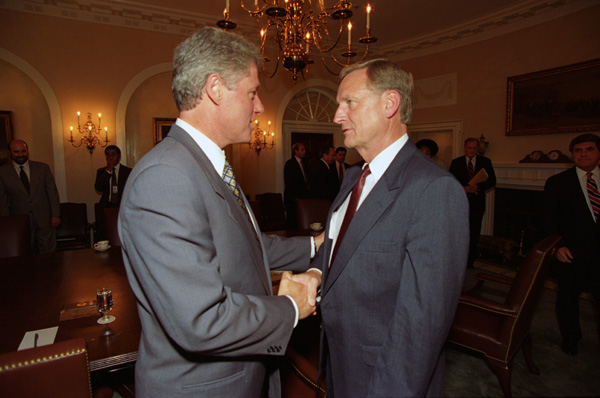
Билл Клинтон и Мел Карнахан обсуждают наводнение 1993 года.

На губернаторских выборах 1992 года кандидат от республиканцев был обвинён другим республиканцем в нелегальном получении денег на кампанию (за что потом он попал в тюрьму), что скомпрометировало партию и позволило победить демократу Мелу Карнахану, бывшему вице-губернатору при Эшкрофте. На президентских выборах того года кандидатом от демократов был арканзасский губернатор Билл Клинтон, который так же победил в Миссури, но с небольшим перевесом, набрав всего 44% голосов избирателей. Первый срок Карнахана был успешным, и достижения перевешивали неудачи. Он добился принятия законов, которые способствовали экономическому развитию штата и улучшил финансирование здравоохранения. На выборах 1996 года республиканцы пытались изобразить его сторонником высоких налогов, но эта тактика не сработала и он был переизбран, получив 1 224 801 голос, далеко обойдя республиканского кандидата, получившего 866 268 голосов. В этом году Клинтон снова победил в Миссури, но набрал уже 48% голосов. В годы второго срока Карнахана бюджет штата стремительно рос и достиг 19 миллиардов к 2000 году. Газеты писали, что увеличение бюджета при Эшкрофте объясняется в основном инфляцией, но при Карнахане это отражает общий рост благосостояния в стране. Доходы были так велики, что 1 миллиард долларов был возвращён налогоплательщикам.
При Карнахане Миссури перенёс Великое наводнение 1993 года, самое разрушительное в истории штата. Защитные сооружения спасли некоторые города, но многие сильно пострадали. Например, город Паттонсберг был полностью перенесён на новое место. Погибло 25 человек, было повреждено 12 000 жилых домов и 15 000 коммерческих строений. Были уничтожены миллионы акров посевов. Большие убытки понёс туристический сектор штата.

## XXI век
Предполагалось, что в 2000 году Карнахан будет бороться с Эшкрофтом за место сенатора, но между ними успели пройти только одни дебаты: 16 октября Карнахан погиб в авиакатастрофе. Пост губернатора занял вице-губернатор Роджер Уилсон, который организовал похороны приемника. Карнахан посмертно выиграл сенатские выборы, и Уиолсон назначил на место сенатора его жену Джин Карнахан. Эшкрофт в январе 2001 года стал генеральным прокурором, вторым по счёту миссурийцем на этой должности. На губернаторских выборах 2001 года победил демократ Боб Холден.
На губернаторских выборах 2004 года победил республиканец Мэтт Блант, и теперь республиканцы контролировали не только пост губернатора, но имели большинство и в обеих палатах легислатуры, впервые после 1921 года. Ассамблея сразу приняла рад законов для оздоровления экономики и роста рабочих мест, в частности изменили деликтное право и законы о зарплатах. Экономический кризис продолжался, поэтому Блант старался сокращать расходы администрации и избегать повышения налогов. Им были сокращены многие социальные программы, в том числе программы по здравоохранению. Основные споры прии Бланте шли относительно абортов и исследовании стволовых клеток. Блант был противником абортов, но выступал и против запрета таких исследований как перенос ядер соматических клеток. Споры о стволовых клетках затомозило введение ограничения на аборты, но в сентябре 2005 года эти ограничения всё же были приняты. В 2006 году Блант подписал закон, требующий, чтобы бензин в Миссури содержал 10% этанола. Однако, с 1990 года выбросы углекислого газа на душу населения в Миссури увеличились на 15%, то есть, выбросы росли быстрее, чем во всех других штатах США, кроме четырёх.

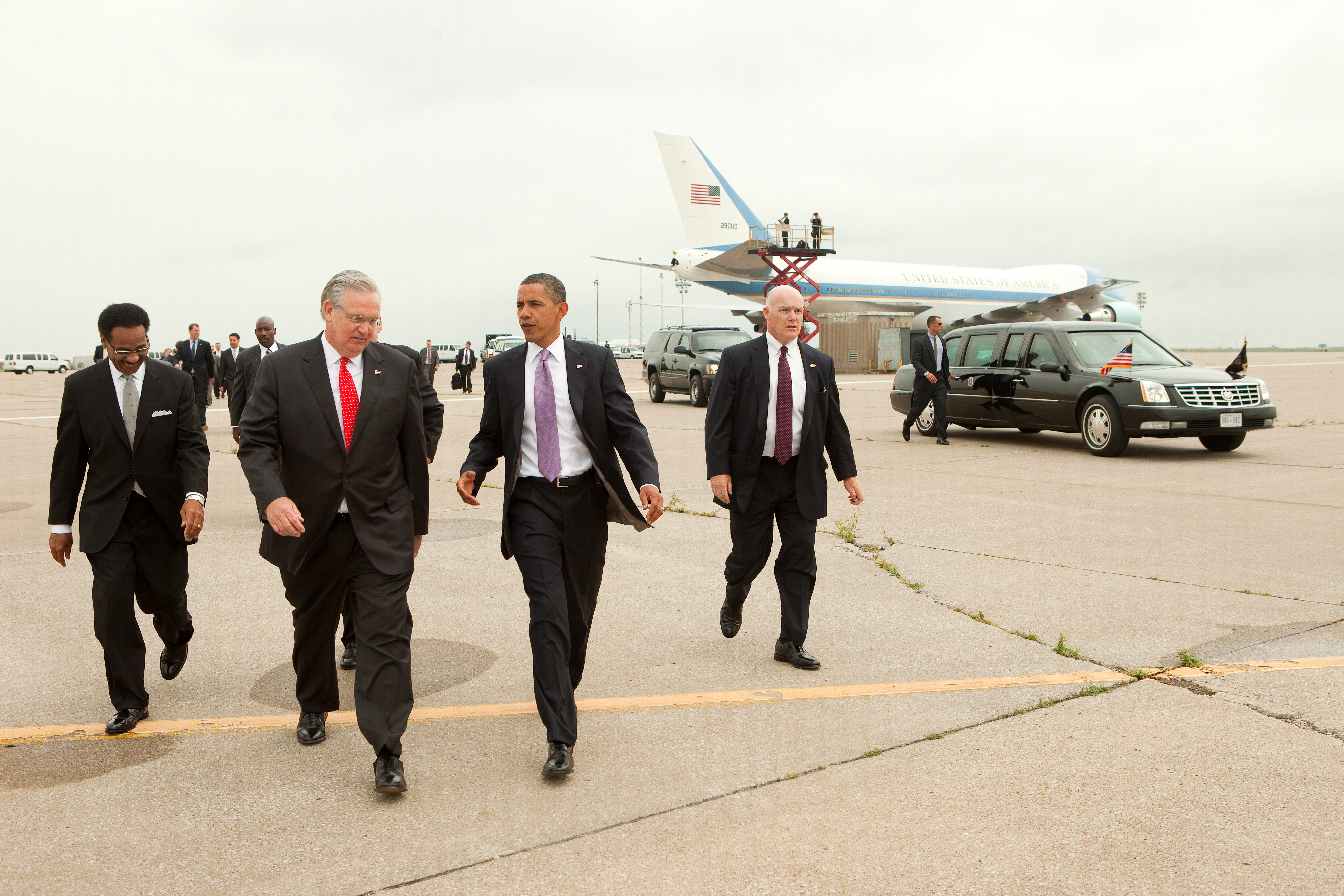
Барак Обама и Джей Никсон в Канзас-Сити (2010 год).

В 2008 году губернатором был избран демократ Джей Никсон (58.4% голосов), который в 2012 году был переизбран на второй срок (54.8% голосов). При нём в 2014 году случились Беспорядки в Фергусоне, связанные с убийством чернокожего Майка Брауна, и Никсона объявили в недостаточно оперативной реакции на это событие. Когда президент Обама предложил план размещения в США 10 000 сирийских беженцев, Никсон выразил сомнения в правильности этого решения и призвал принять максимально строгие меры для обеспечения безопасности страны от терроризма.
Перед президентскими выборами 2016 года у Миссури уже была репутация про-республиканского штата, и ожидалось, что победит Дональд Трамп. Так и вышло: он набрал в штате 56,4% голосов и получил все 10 голосов выборщиков. Хилари Клинтон получила 37.9% голосов. На губернаторских выборах победил республиканец Эрик Гритенс. Республиканец Рой Блант был переизбран в сенат.
В марте 2020 года в Миссури проявились первые признаки пандемии COVID-19. Ограничения, введённые властями штата, были легче, чем в среднем по стране: бары и рестораны были закрыты на срок с 23 марта по 4 мая (хотя в среднем по стране они закрывались с 18 марта по 24 ноября). Режим самоизоляции был введен на 28 дней (6 апреля-4 мая), хотя в среднем он длился 155 дней. Репутация Миссури пострадала, когда суд округа Кол объявил распоряжения Департамента здравоохранения недействительными. Генеральный прокурор штата подал почти 40 исков против введения масочного режима. Вакцины были распространены достаточно быстро, но в апреле 2022 года Миссури оставался на 39-м месте по уровню вакцинации.   
На президентских выборах 2020 года Дональд Трамп набрал 56.8% голосов избирателей и победил в Миссури, получил все 10 голосов выборщиков от штата. Джо Байден получил только  41.4% голосов. На губернаторских выборах победил республиканец Майк Парсон (57.1%). Конгрессмен Энн Вагнер была переизбрана, но с большим трудом, что считается признаком разочарования политикой Трампа в пригородах больших городов.
На президентских выборах 2024 года Дональд Трамп победил в Миссури с большим перевесом, набрав 58% голосов, против 40% голосов за Камалу Харрис. На губернаторских выборах республиканец Майк Кехо победил так же с большим перевесом. Сенатор-республиканец Джош Хоули был переизбран в сенат. В том году в десяти штатах был вынесен на референдум вопрос легализации абортов,  и они были легализованы в семи штатах, в том числе в Миссури.

## См. так же
- Список губернаторов Миссури